# Unimog 405
Der Unimog 405 ist eine Baureihe des Mercedes-Benz-Unimog, die von der Daimler Truck Holding AG hergestellt wird. Das Ende der 1990er-Jahre entwickelte Fahrzeug wird seit 2000 in Serie produziert. Ursprünglich lief der Unimog 405 in Gaggenau vom Band, ehe die Produktion 2002 nach Wörth am Rhein umzog. Der Unimog 405 ist die Geräteträgerbaureihe des Unimog und damit Nachfolger der Vorgängerbaureihen 408, 418 und 427. Obgleich der Unimog 405 viele charakteristische Merkmale mit früheren Unimog teilt, hat er einige markante technische Neuerungen. Insbesondere die nicht mehr an Schubrohren, sondern an Lenkern geführten Portalachsen und der ebene Leiterrahmen sind grundlegende Neuerungen.
Ab Werk gibt es den Unimog 405 als Siebeneinhalbtonner (C1), Vierzigtonner (C) oder landwirtschaftliche Zugmaschine (T). Er wird parallel zum Unimog 437.4 gebaut, der als Unimog hochgeländegängig technisch anders aufgebaut ist. Es gibt drei Varianten des Unimog 405: UGN (2000–2016), LUG (2007–2013) und UGE (seit 2013). Insgesamt sind es 22 Baumuster, von denen zwei (405.210 und 405.230) ausschließlich auf dem nordamerikanischen Markt als Freightliner Unimog U 500 verkauft wurden.

## Unimog-405-Familie
In seiner mehr als zwanzigjährigen Bauzeit entwickelte sich der Unimog 405 zu einer Geräteträgerbaureihe, die sich nach Varianten, Modellen und Baumustern unterscheiden lässt. Die insgesamt drei Varianten haben sowohl technisch als auch im Erscheinungsbild einige auffällige Unterschiede. Bei der Vorstellung des Unimog 405 gab es zunächst nur die UGN-Variante (Unimog-Geräteträger neu), die bis 2016 gebaut wurde. Seit 2013 wird als überarbeitete Version die UGE-Variante hergestellt. Von 2007 bis 2013 gab es parallel zum UGN den LUG (Leichter Unimog-Geräteträger) mit kürzerem Radstand und einem Frontlenkerfahrerhaus. Insgesamt wurden 13.930 Fahrzeuge der Varianten UGN und LUG gebaut. Da der UGE weiterhin in Produktion ist (Stand Juni 2023), gibt es zu dieser Variante keine abschließenden Produktionszahlen.

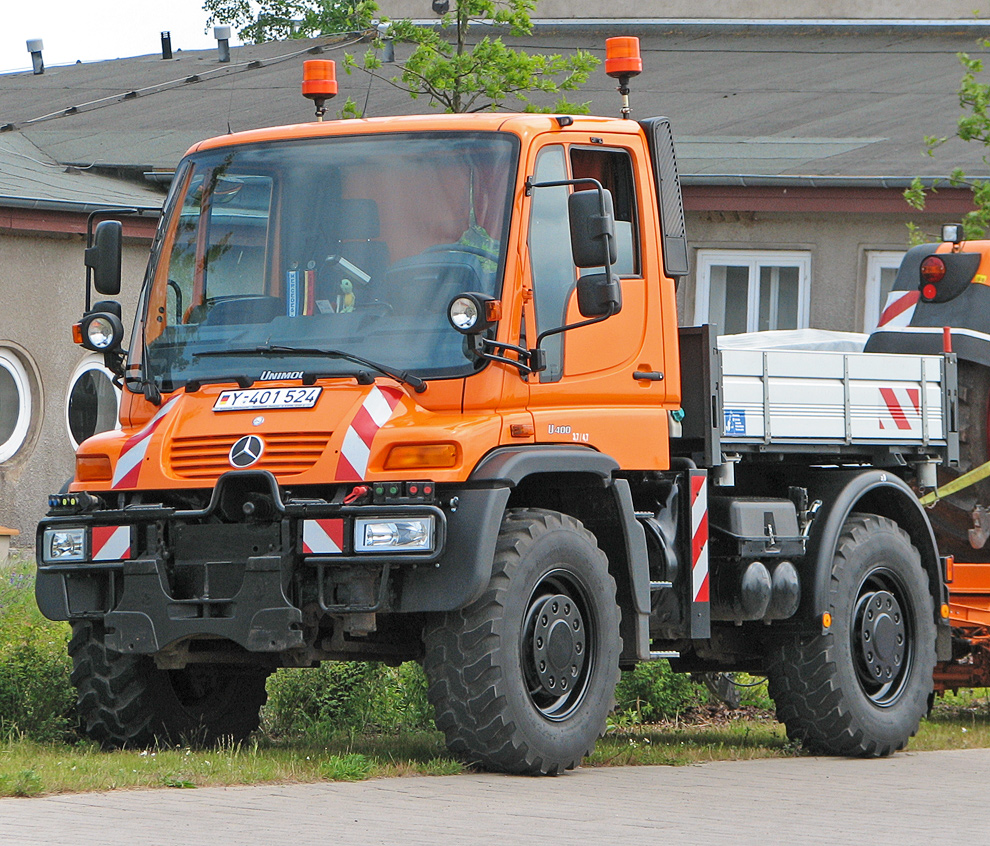
UGN (2000–2016)
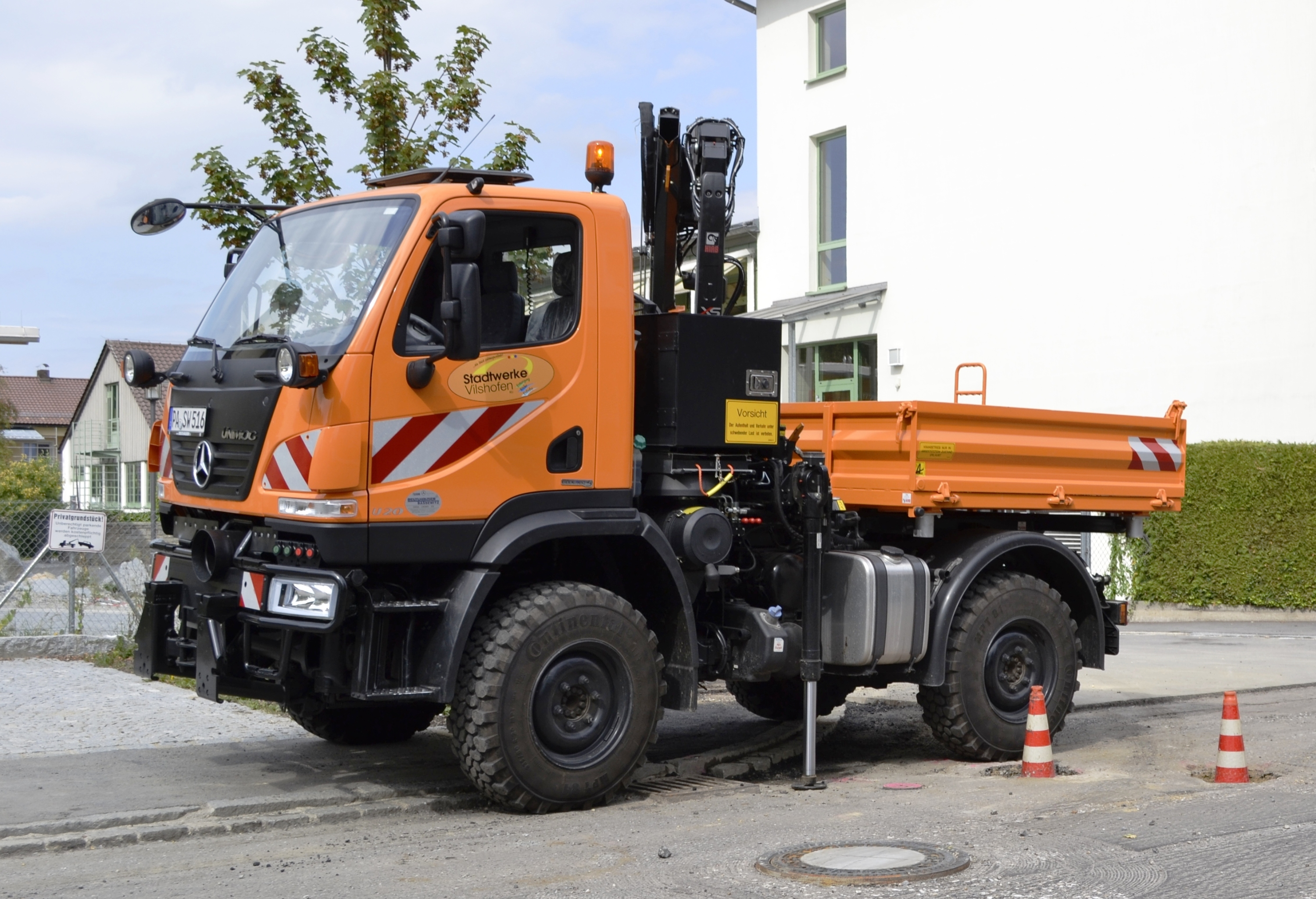
LUG (2007–2013)
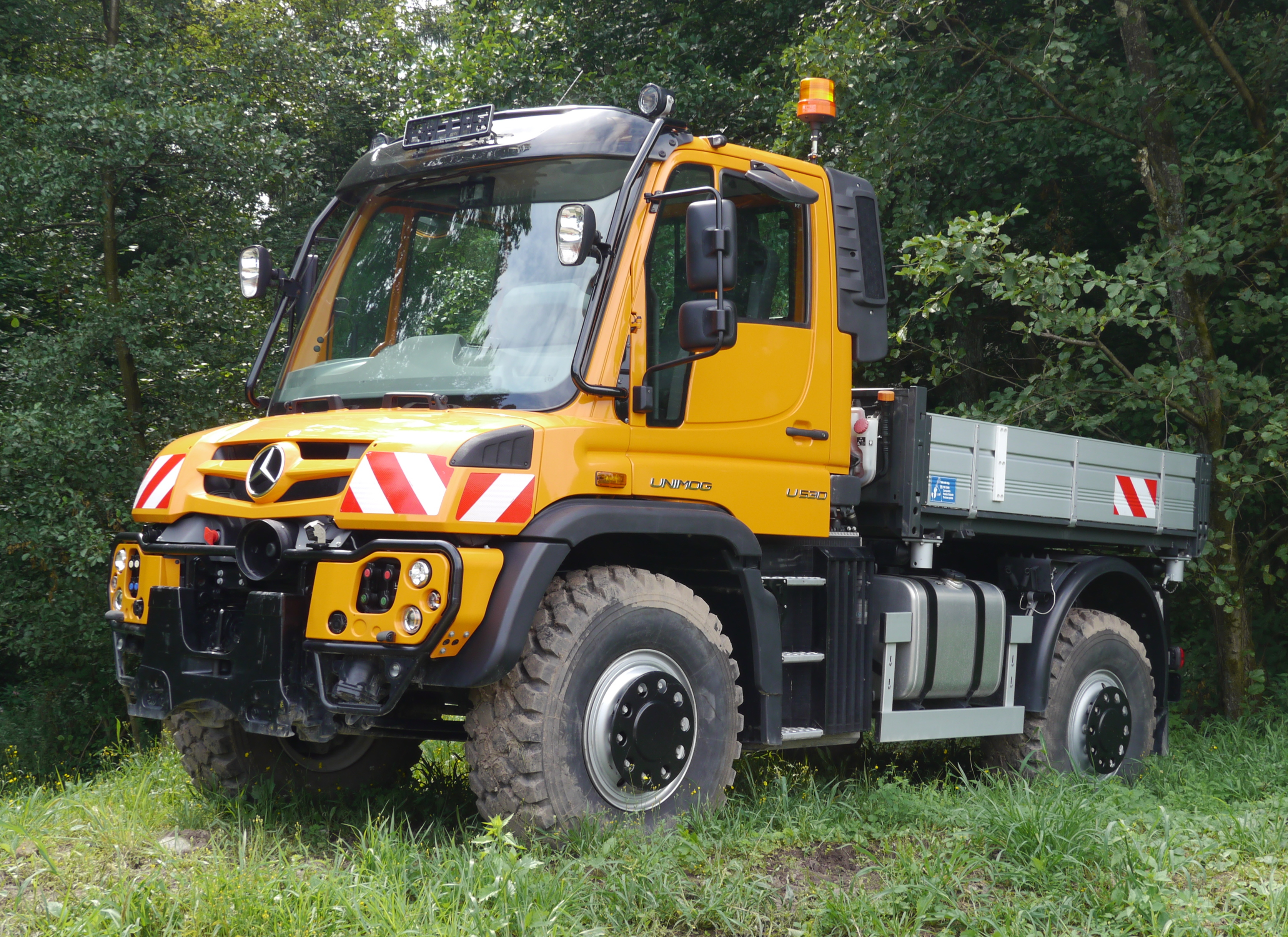
UGE (2013–)

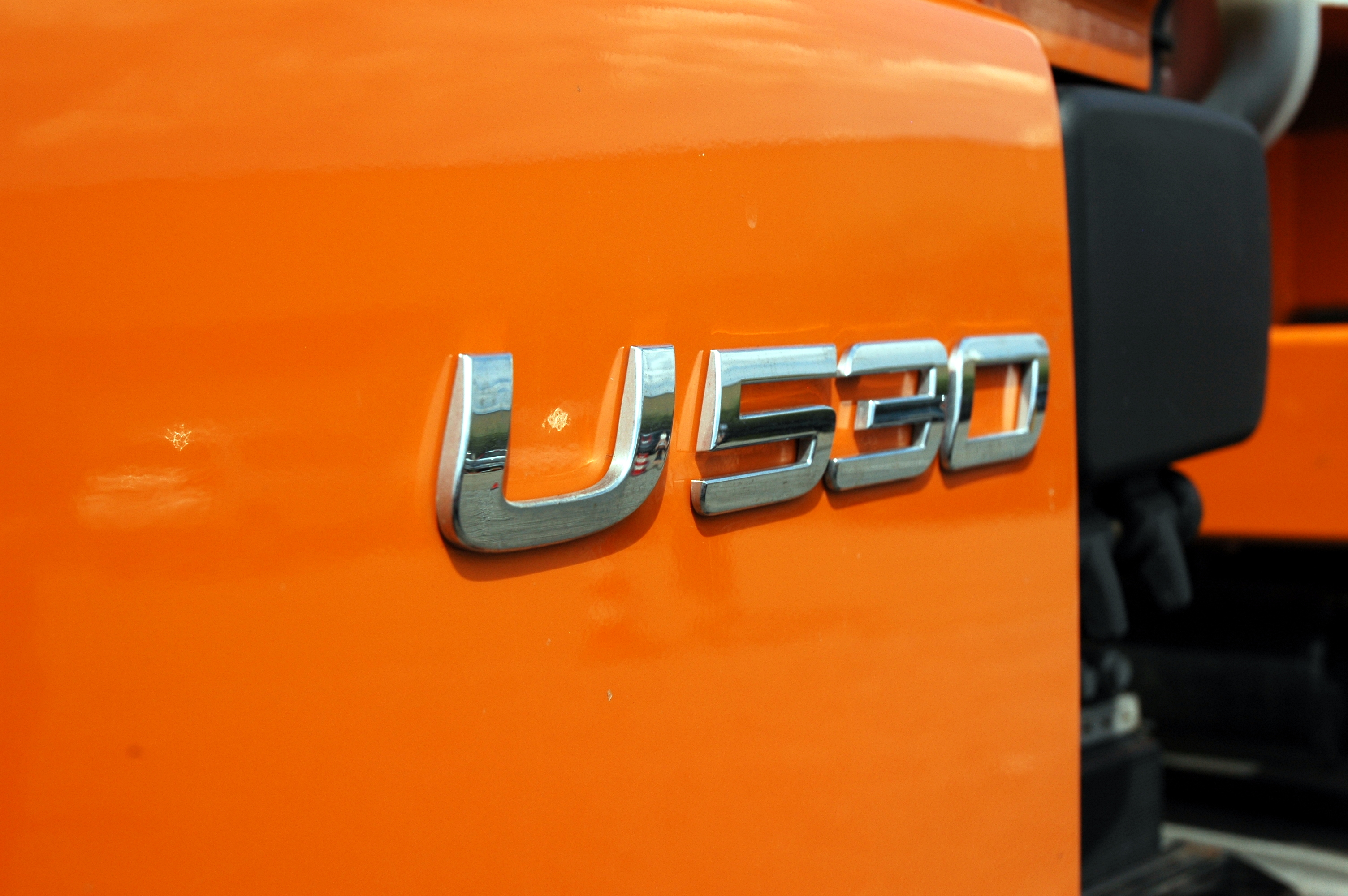
U 530, ein Modell mit hoher Nutzlast und 300 PS Motorleistung (Baumuster 405.202)

Die Modellbezeichnung aller Unimog der Baureihe 405 ist eine dreistellige Nummer, der ein U vorangestellt ist, wie etwa U 318. Die einzige Ausnahme von dieser Regel ist der LUG, der stets als Unimog U 20 verkauft wurde. In der Modellbezeichnung gibt die erste Ziffer die ungefähre Gesamtmasse an: 2: 7.5–9.3 t, 3: 7.5–10.2 t, 4: 12–12.5 t, 5: 15.5–16 t. Seit der Einführung des UGE 2013 lässt sich an der zweiten und dritten Ziffer der Modellbezeichnung ungefähr ein Zehntel der Motorleistung in PS ablesen. Der U 318 ist also ein Siebeneinhalbtonner, dessen Motor eine Leistung von 130 kW (177 PS) hat. Ausgenommen von dieser Regel ist der auf einigen Märkten als Unimog U 290 angebotene U 300.
Seit der Einführung des UGE gibt es die Modelle U 427 und U 435; beide Modellbezeichnungen können als Baureihenbezeichnungen für die Unimog-Baureihen Unimog 427, einen Vorgänger des Unimog 405, beziehungsweise Unimog 435 verstanden werden, die sich technisch grundlegend von dem in diesem Artikel beschriebenen Unimog 405 unterscheiden.
Die insgesamt 22 Baumuster des Unimog 405 geben Aufschluss über Rahmenlänge (und damit den Radstand), die Motorenbaureihe und die maximal zulässige Achslast. Alle Baumuster haben eine sechsstellige Nummer, die mit 405 beginnt und bei der die letzten drei Ziffern mit einem Punkt abgetrennt sind. Im Vergleich zu früheren Unimog-Baureihen gibt es verschiedene Einteilungen nach Achslasten, was sich insbesondere in der vierten und fünften Ziffer des Baumusters widerspiegelt; Fahrzeuge mit der höchsten Achslast (U 5xx) haben so stets ein Baumuster nach dem Schema 405.2xx, wohingegen alle anderen Fahrzeuge ein Baumuster nach dem Schema 405.1xx haben. Ferner sind die Baumuster von UGN, LUG und UGE verschieden. Der in der Infobox abgebildete Unimog U 318 (3000 mm Radstand, Dieselmotor OM 934 LA, Achsen mit geringer Nutzlast, UGE) hat beispielsweise das Baumuster 405.104.

### Übersicht über Baumuster, Modelle und Varianten
| Baumuster | Modell                                   | Variante | Motorenbaureihe | Radstand | Motorleistung                          | Produktionszahlen (2000–2016) | Anmerkungen                                                                |
| --------- | ---------------------------------------- | -------- | --------------- | -------- | -------------------------------------- | ----------------------------- | -------------------------------------------------------------------------- |
| 405.050   | U 20                                     | LUG      | OM 904 LA       | 2700 mm  | 110 kW, 115 kW, 130 kW                 | 1123                          | Produktion eingestellt                                                     |
| 405.090   | U 216, U 218, U 219                      | UGE      | OM 934 LA       | 2800 mm  | 115 kW, 130 kW, 140 kW                 |                               |                                                                            |
| 405.100   | U 300                                    | UGN      | OM 904 LA       | 3080 mm  | 110 kW, 130 kW, 170 kW                 | 1593                          | Produktion eingestellt                                                     |
| 405.101   | U 290, U 300                             | UGN      | OM 904 LA       | 3080 mm  | 110 kW, 115 kW, 130 kW                 | 1487                          | Produktion eingestellt                                                     |
| 405.102   | U 400                                    | UGN      | OM 906 LA       | 3080 mm  | 130 kW, 170 kW, 205 kW                 | 2531                          | Produktion eingestellt                                                     |
| 405.103   | U 400                                    | UGN      | OM 904 LA       | 3080 mm  | 130 kW, 175 kW, 210 kW                 | 2495                          | Produktion eingestellt                                                     |
| 405.104   | U 318, U 319                             | UGE      | OM 934 LA       | 3000 mm  | 130 kW, 140 kW                         |                               |                                                                            |
| 405.105   | U 323                                    | UGE      | OM 934 LA       | 3000 mm  | 170 kW                                 |                               |                                                                            |
| 405.110   | U 327, U 427, U 429, U 430, U 435        | UGE      | OM 936 LA       | 3150 mm  | 200 kW, 210 kW, 220 kW, 260 kW         |                               |                                                                            |
| 405.120   | U 300                                    | UGN      | OM 904 LA       | 3600 mm  | 110 kW, 130 kW, 170 kW                 | 294                           | Produktion eingestellt                                                     |
| 405.121   | U 300                                    | UGN      | OM 904 LA       | 3600 mm  | 110 kW, 115 kW, 130 kW                 | 135                           | Produktion eingestellt                                                     |
| 405.122   | U 400                                    | UGN      | OM 906 LA       | 3600 mm  | 125 kW, 130 kW, 170 kW, 205 kW         | 1147                          | Produktion eingestellt                                                     |
| 405.123   | U 400                                    | UGN      | OM 904 LA       | 3600 mm  | 130 kW, 175 kW, 210 kW                 | 707                           | Produktion eingestellt                                                     |
| 405.125   | U 327, U 423, U 427, U 429, U 430, U 435 | UGE      | OM 934 LA       | 3600 mm  | 170 kW, 200 kW, 210 kW, 220 kW, 260 kW |                               |                                                                            |
| 405.200   | U 500                                    | UGN      | OM 906 LA       | 3350 mm  | 170 kW, 205 kW                         | 457                           | Produktion eingestellt                                                     |
| 405.201   | U 500                                    | UGN      | OM 906 LA       | 3350 mm  | 175 kW, 210 kW                         | 740                           | Produktion eingestellt                                                     |
| 405.202   | U 527, U 529, U 530, U 535               | UGE      | OM 936 LA       | 3350 mm  | 200 kW, 210 kW, 220 kW, 260 kW         |                               |                                                                            |
| 405.210   | U 500                                    | UGN      | OM 906 LA       | 3080 mm  | 194 kW                                 | 29                            | Produktion eingestellt; verkauft als Freightliner Unimog U 500 (2002–2007) |
| 405.220   | U 500                                    | UGN      | OM 906 LA       | 3900 mm  | 170 kW, 205 kW                         | 468                           | Produktion eingestellt                                                     |
| 405.221   | U 500                                    | UGN      | OM 906 LA       | 3900 mm  | 175 kW, 210 kW                         | 570                           | Produktion eingestellt                                                     |
| 405.222   | U 527, U 529, U 530, U 535               | UGE      | OM 936 LA       | 3900 mm  | 200 kW, 210 kW, 220 kW, 260 kW         |                               |                                                                            |
| 405.230   | U 500                                    | UGN      | OM 906 LA       | 3900 mm  | 194 kW                                 | 154                           | Produktion eingestellt; verkauft als Freightliner Unimog U 500, 2002–2007  |

Angaben von Unimog-405-Entwickler Achim Vogt

### Brabus Unimog U 500 Black Edition

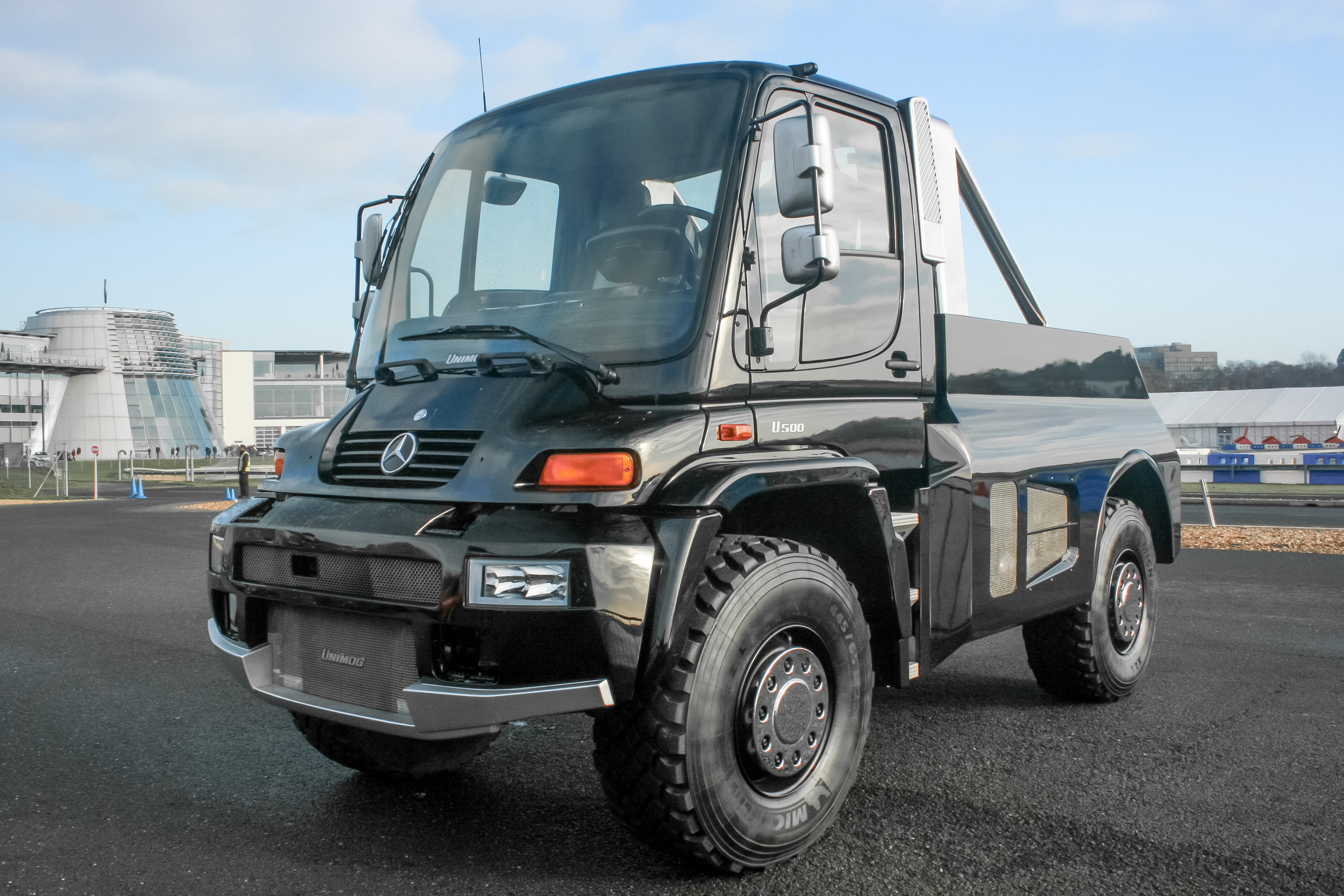
Brabus Unimog U 500 Black Edition

Im Dezember 2005 stellte Mercedes-Benz den Brabus Unimog U 500 Black Edition auf der Dubai Motor Show vor. Das Fahrzeug ist eine von Brabus modifizierte Luxusausführung des Unimog. Es hat Chromstoßfänger, verchromte Auspuffrohre, ein komplett in Schwarz gehaltenes äußeres Erscheinungsbild, speziell gestaltete Karosserieanbauteile und einen großen Überrollbügel. Im Innenraum wurden kohlenstofffaserverstärkter Kunststoff, Alcantara, Leder und hochwertige Stoffe verwendet; die Scheiben sind getönt. Mehrere Komponenten stammen aus dem Mercedes-Benz W 220, der damals aktuellen Mercedes-Benz S-Klasse, wie zum Beispiel das Lenkrad und das Infotainmentsystem mitsamt Musikanlage. Obwohl technisch auf dem U 500 basierend, hat der Brabus Unimog U 500 Black Edition die maximal zulässige Nutzlast des U 400 von 11.900 kg. Der Motor ist die seinerzeit leistungsfähigste Variante des OM 906 mit 205 kW (279 PS) Leistung. Angeflanscht ist das Getriebe mit automatischer Schaltung; die Höchstgeschwindigkeit beträgt 120 km/h. Ende 2005 kündigte Mercedes-Benz an, dass der Brabus-Unimog U 500 Black Edition in Serie gebaut werden würde, sofern ein Bedarf bestünde. Im folgenden Jahr schrieb Thomas Geiger in der Welt, dass sechs Fahrzeuge verkauft worden seien und drei weitere sich in Produktion befänden. Die Gesamtzahl der produzierten Fahrzeuge soll nicht größer als zehn sein.

### Baumuster 405.110 auf Basis des Unimog 404
In den 1950er- und 1960er-Jahren entwarf die damalige Daimler-Benz AG auf Basis der Unimog-Baureihe 404 mehrere Panzerwagen als Baumuster 405.110. Die als Unimog Unimog SH und Unimog T bezeichneten Fahrzeuge wurden nicht in Serie produziert. Neun dieser Fahrzeuge wurden in bewaffneten Konflikten ab 1962 im Kongo eingesetzt. Sie gehören nicht in die in diesem Wikipediaartikel beschriebene Baureihe 405.

## Geschichte

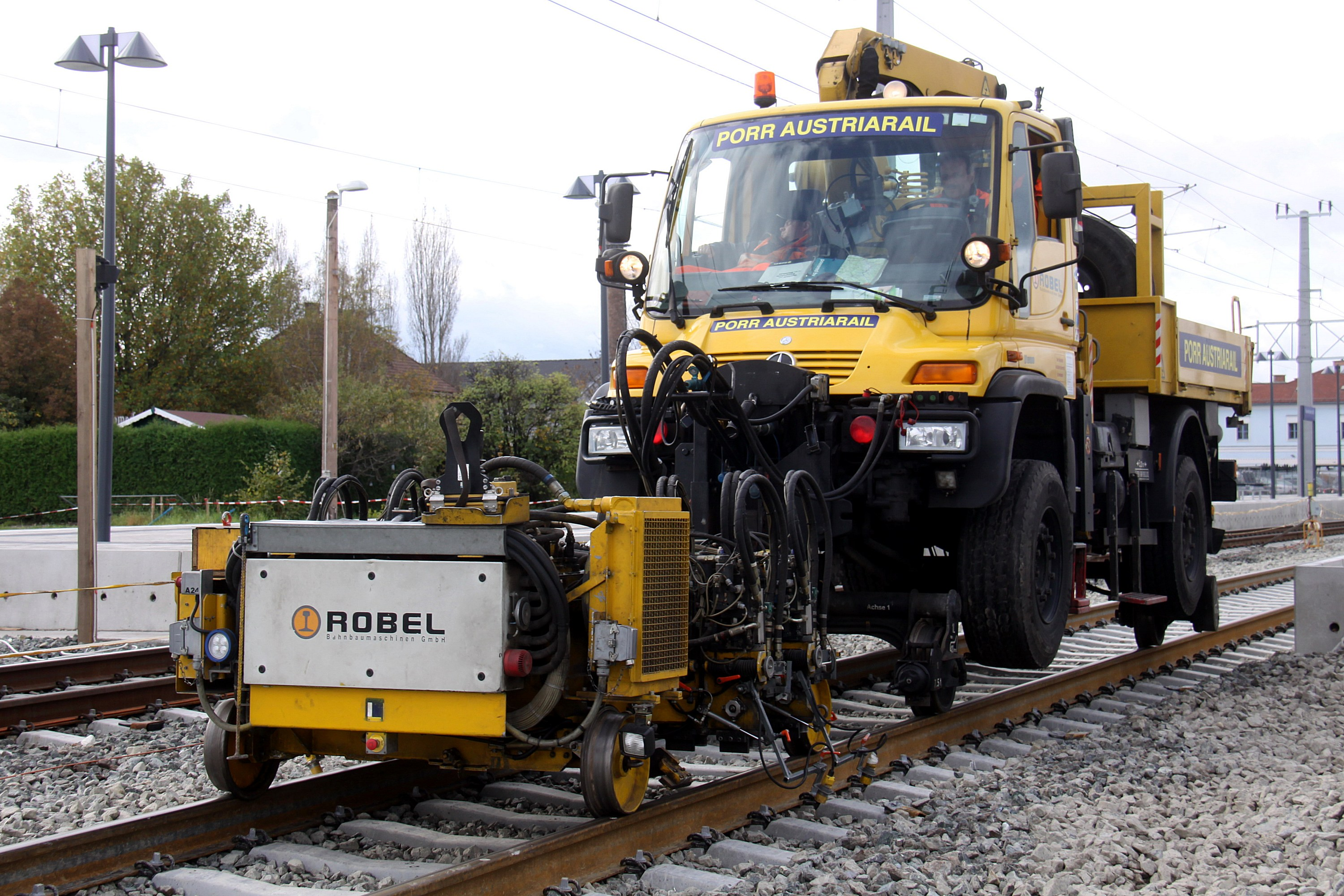
Unimog 405 als Zweiwege-Fahrzeug

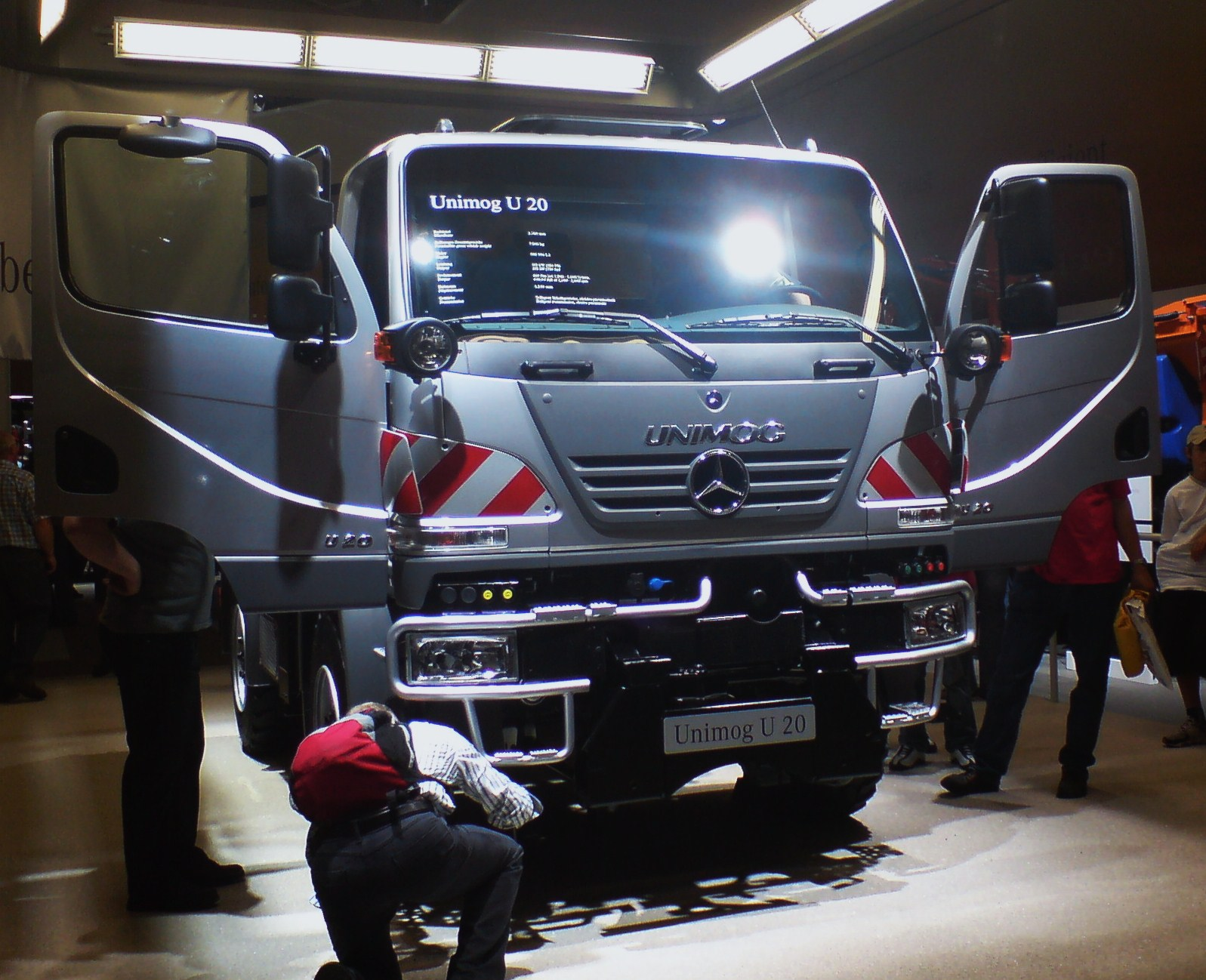
Vorstellung des Unimog U 20 auf der IAA 2006

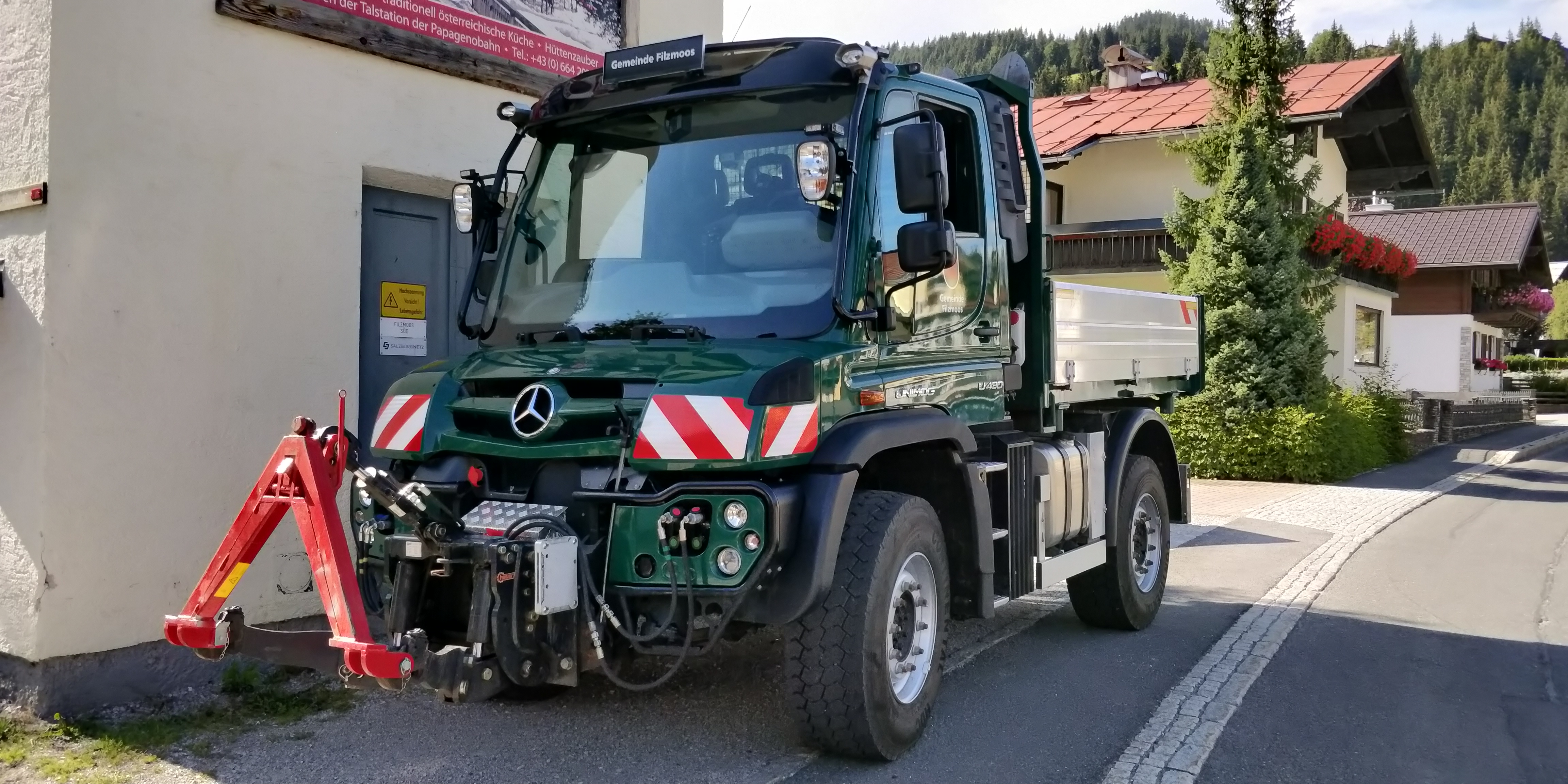
Unimog U 430 (UGE)

### 1994–2000: Entwicklungsphase
Die Planungen am Projekt Unimog 405 wurden 1994 aufgenommen. Nach Angaben des Daimler-Benz-Ingenieurs und Unimog-Historikers Carl-Heinz Vogler führte die Daimler-Benz AG eine Marktanalyse durch, die zeigte, dass Unimog-Kunden ein Fahrzeug mit deutlich besseren Geräteträgereigenschaften wünschten. Daimler-Benz entschied daraufhin, einen Frontlenker zu konstruieren, der zugunsten besserer Nutzung von Anbaugeräten weniger geländegängig ist. Anders als beim Unimog 406 mit gekröpftem Rahmen und schubrohrgeführten Achsen wurde eine Konstruktion mit lenkergeführten Achsen und ebenem Leiterrahmen vorgeschlagen, was eine Abkehr vom Bekannten in der Geschichte des Unimog bedeutet. Vorgesehen waren vier Anbauräume für Arbeitsgeräte: vorn, hinten, auf der Ladefläche und zwischen den Achsen. Das Hydrauliksystem musste dafür als im Vergleich zu Vorgängerbaureihen wesentlich leistungsfähigeres Einkreis- beziehungsweise Zweikreishydrauliksystem ausgelegt werden. Der Betriebsrat und der Vorstand der Daimler-Benz AG einigten sich 1996 auf eine Produktion im Mercedes-Benz-Werk Gaggenau. Die damalige DaimlerChrysler AG entwickelte zusammen mit ausgesuchten Unimog-Kunden und Anbaugeräteherstellern ein Lastenheft. Zu den Hauptentwicklungszielen zählten unter anderem verbesserte Ergonomie und Bedienung, Einmannbetrieb, erhöhte Nutzlast, Zugmaschinenbetrieb, Zweiwegebetrieb, Kompatibilität mit vorhandenen Anbaugeräten und erhöhte Wirtschaftlichkeit. In der Entwicklung wurden erstmals in der Unimog-Entwicklung von Grund auf computergestützte Entwicklungswerkzeuge wie rechnergestützte Konstruktion (CAD), Finite-Elemente-Methode (FEM) und Fahrdynamiksimulation für Gelände- und Straßenfahrten eingesetzt. Bei der Entwicklung früherer Unimog-Baureihen wie des Unimog 406 arbeiteten die Daimler-Benz-Ingenieure noch hauptsächlich am Reißbrett. Die Entwicklung dauerte insgesamt 39 Monate und war 2000 abgeschlossen. Der fertige Unimog 405 wurde letztlich ein Kurzhauber; die Frontlenkervariante folgte erst 2006.

### 2000–2007: Markteinführung des UGN
Im März 2000 wurde die Baureihe 405 offiziell als neuer Unimog-Geräteträger (UGN) vorgestellt. Die Serienproduktion der Modelle Unimog U 300 und Unimog U 400 wurde im April 2000 aufgenommen; der Unimog U 500 folgte im Februar 2001. 2002 folgte die Markteinführung in Nordamerika als Freightliner Unimog U 500 zum Modelljahr 2003. Im Sommer 2002 zog die Produktion von Gaggenau in das Mercedes-Benz-Werk Wörth um. Am 26. August 2002 lief in Wörth der erste Unimog 405 (ein U 400) vom Band.
DaimlerChrysler entwickelte die Baumuster 405.210 mit kurzem Radstand und 405.230 mit langem Radstand speziell für den nordamerikanischen Markt. Verglichen mit dem deutschen Unimog U 500 sind rund 500 Bauteile anders, was insbesondere den Dieselmotor OM 906 LA betrifft, der den nordamerikanischen Abgasvorschriften entsprechen musste. Bereits 2007 wurde der Unimog in Nordamerika vom Markt genommen, es wurden 183 Freightliner Unimog gebaut.

### 2006–2014: Änderungen am UGN und kurzlebiger LUG
Wegen der 2006 geänderten europäischen Kraftfahrzeuggesetzgebung erhielt der UGN ein erstes technisches Facelift. Während das Äußere weitgehend unverändert blieb, wurden die Motoren auf die seinerzeit neue Abgasnorm Euro IV umgestellt. DaimlerChrysler baute fortan einen Abgaskatalysator mit selektiver katalytischer Reduktion (SCR-Kat) ein, um Stickoxide im Abgas zu reduzieren. Diese Maßnahme schlug sich in den Baumustern nieder, deren sechste Ziffer um je einen Zähler erhöht wurde – beim Unimog U 300 etwa lautete das Baumuster nun nicht mehr 405.100, sondern 405.101.
Ende September 2006 wurde auf der IAA Nutzfahrzeuge in Hannover der Leichte Unimog-Geräteträger (LUG) als U 20 vorgestellt. Er ist der erste in Serie hergestellte Frontlenker-Unimog und hat das Fahrerhaus des Mercedes-Benz Accelo, welches wiederum vom Fuso Canter abgeleitet ist. Bereits 1969 gab es einen Frontlenker-Prototyp auf Basis des Unimog 416 mit dem Fahrerhaus des Mercedes-Benz LP 608. Die Serienproduktion wurde am 23. Oktober 2007 aufgenommen und der erste U 20 im Januar 2008 an einen Kunden ausgeliefert. Die Daimler AG stellte die Produktion des LUG mit Einführung der Abgasnorm Euro VI zum Modelljahr 2014 ein. Nachfolger wurden die Modelle U 216 und U 218 des UGE, die zwar unterhalb der U-3xx-Modelle angesiedelt, aber dennoch etwas größer als der U 20 sind.

### Seit 2013: UGE
Im April 2013 führte die Daimler AG als verbessertes Modell und Nachfolger von UGN und LUG die UGE-Variante des Unimog 405 ein. Der UGE hat die gleiche technische Basis wie der UGN, aber eine modernisierte Technik und ein neues Aussehen. Als Motoren werden im UGE der OM 934 mit vier Zylindern oder der OM 936 mit sechs Zylindern eingebaut, die beide die Abgasnorm Euro VI erfüllen. Die Modellbezeichnungen änderten sich beim UGE wie oben beschrieben. Die Serienproduktion begann am 22. August 2013. Im Sommer 2021 stellte die Daimler Truck Holding AG mit dem U 435 und dem U 535 zwei neue Spitzenmodelle vor. Sie sind beide mit der neu eingeführten Euro-6e-Variante des OM 936 ausgerüstet, dessen Leistung 260 kW (354 PS) beträgt. Gegenüber den bisherigen Spitzenmodellen U 430 und U 530 ist das eine Leistungssteigerung von 40 kW (54 PS). Erreicht wurde dies durch eine Erhöhung des mittleren Arbeitsdruckes und damit einer Erhöhung des Drehmomentes, was die Entwicklung eines neuen Getriebes erforderlich machte. Dieses als UG 130 bezeichnete Getriebe wird vorerst (Stand 2023) nur in den Spitzenmodellen eingebaut. Des Weiteren wurde ein selbstregelndes hydropneumatisches Federungssystem als wahlweise lieferbare Sonderausstattung eingeführt. Seit Anfang 2022 ist zudem das Model U 327 verfügbar, das technisch auf dem U 427 basiert.

## Technische Beschreibung
Der Unimog 405 ist ein zweiachsiger Geräteträger. Er ist konstruktiv auch als solcher ausgelegt, was ihn von früheren Unimog-Baureihen und dem Unimog 437.4 unterscheidet, die hochgeländegängig sind und sich bedingt für die Verwendung mit Anbaugeräten eignen. Charakteristisch sind der planebene Leiterrahmen und die an Lenkern geführten Portalachsen, was dem Unimog 405 eine zulässige Gesamtmasse von bis zu 16.500 kg ermöglicht – deutlich mehr als bei bisherigen Baureihen.

### Fahrgestell
Der Leiterrahmen ist ein konventioneller Lkw-Leiterrahmen, der aus E 500 TM gefertigt ist, einem Feinkorn-Stahl mit einer Elastizitätsgrenze von 500 MPa. Bei der Konstruktion des Rahmens wurde die Finite-Elemente-Methode angewendet. Wie in üblichen Lastkraftwagenleiterrahmen sind die Querträger geschlossen und mit den Längsträgern verschraubt, was die Verwindungssteifheit erhöht. Dieses Konstruktionsmerkmal ermöglicht eine höhere Nutzlast beim Unimog 405 als bei den Unimog mit gekröpftem Rahmen. In der Entwicklung wurden mehrere Rahmenlängen und Radstände berücksichtigt.
Die Achsen sind wie bei allen anderen Unimog an Schraubenfedern aufgehängte Portalachsen mit hydraulischen Teleskopstoßdämpfern rundum. Anders als bei bisherigen Unimog-Baureihen werden die Achsen an Querlenkern und Längslenkern geführt; es sind zudem Wankstabilisatoren eingebaut. Dadurch wird das Fahrverhalten auf befestigten Straßen verbessert.

DaimlerChrysler entwickelte sechs verschiedene Achsen mit zwei verschiedenen Achslasten für die Baureihe 405: Die AU4- und HU4-Vorder- und Hinterachsen für die kleinen U-2xx- und U-3xx-Modelle, die AU5- und HU5-Vorder- und Hinterachsen für die Modelle U 4xx und U 500 sowie die AU6- und HU6-Achsen mit automatischer Niveauregulierung für den U 527, U 530 und U 535. Durch die letztgenannten Achsen hat der Rahmen eine 30 mm höhere Position. Die Spurweite von 1734 mm beziehungsweise 1768 mm ist ausreichend schmal, um den Unimog 405 als Zweiwegefahrzeug auf normalspurigen Eisenbahnschienen (1435 mm) einsetzen zu können.
Ab Werk können die Modelle U 4xx und U 5xx mit Allradlenkung ausgestattet werden, dann wird auch hinten eine AU5-Vorderachse (statt einer HU5-Hinterachse) eingebaut. Außerdem ist statt der serienmäßigen Schraubenfedern auf Wunsch eine hydropneumatische Federung lieferbar. Standardmäßig sind auf die 22,5-Zoll-Räder Reifen der Dimension 315/80 R 22,5 aufgezogen, kleinere und größere Reifen sind aber auch verfügbar. Eine Reifendruckregelanlage kann ab Werk eingebaut werden, ist jedoch nicht serienmäßig. Während der U 300 ein kombiniertes hydraulisch-pneumatisches Bremssystem hat, ist bei allen anderen Modellen eine im Nutzfahrzeugbereich übliche, rein pneumatische Druckluftbremsanlage eingebaut. Alle Räder haben Scheibenbremsen. Eine lastabhängige Bremskraftregelung (ALB) und ein Antiblockiersystem (ABS) sind Serie.
Der Unimog 405 hat eine hydraulisch servounterstützte Kugelumlauflenkung des Typs LS 6 Bk. Die Lenkuntersetzung {\displaystyle i} ist vom Lenkwinkel abhängig, um die Straßenlage bei hohen Fahrgeschwindigkeiten und die Manövrierfähigkeit zu verbessern. Serienmäßig ist der Unimog 405 ein Linkslenker, kann aber auch ab Werk mit Wechsellenkung ausgerüstet werden. Dabei kann die Lenksäule mitsamt Lenkgetriebe, Armaturenbrett und Pedalerie von der linken auf die rechte Fahrzeugseite (und umgekehrt) verschoben werden, was im Fahrerhaus ohne Werkzeug mit wenigen Handgriffen zu erledigen ist.

### Fahrerhaus
Beim Unimog 405 gibt es zwei grundlegend verschiedene Fahrerhaustypen: Das Kurzhauberfahrerhaus beim UGN und UGE sowie das Frontlenkerfahrerhaus des LUG, die hier entsprechend separat beschrieben werden. Beide Fahrerhäuser haben eine Sitzreihe und sind ab Werk nicht als Doppelkabine lieferbar.

#### UGN-Fahrerhaus

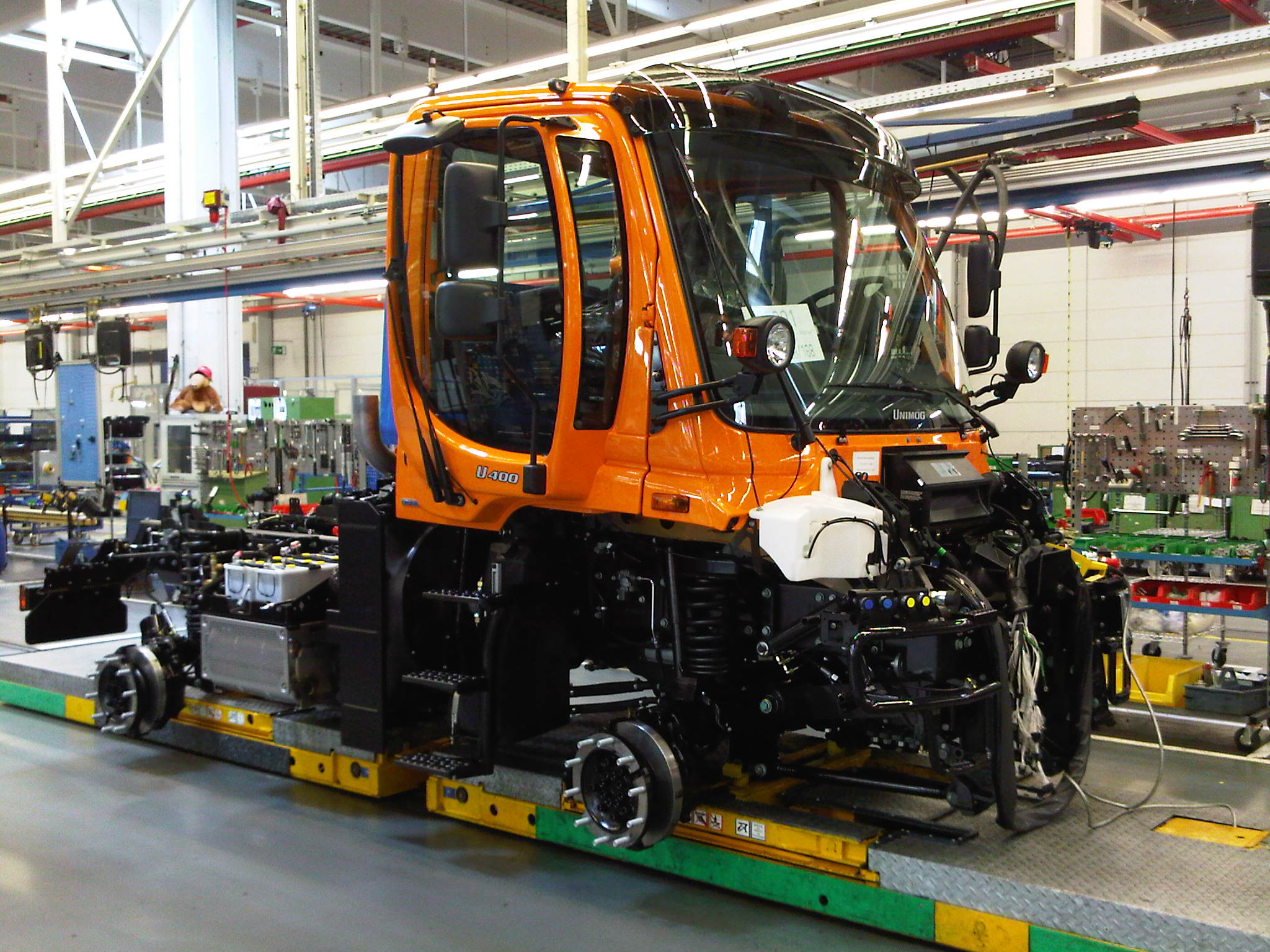
UGN mit „Mähtür“

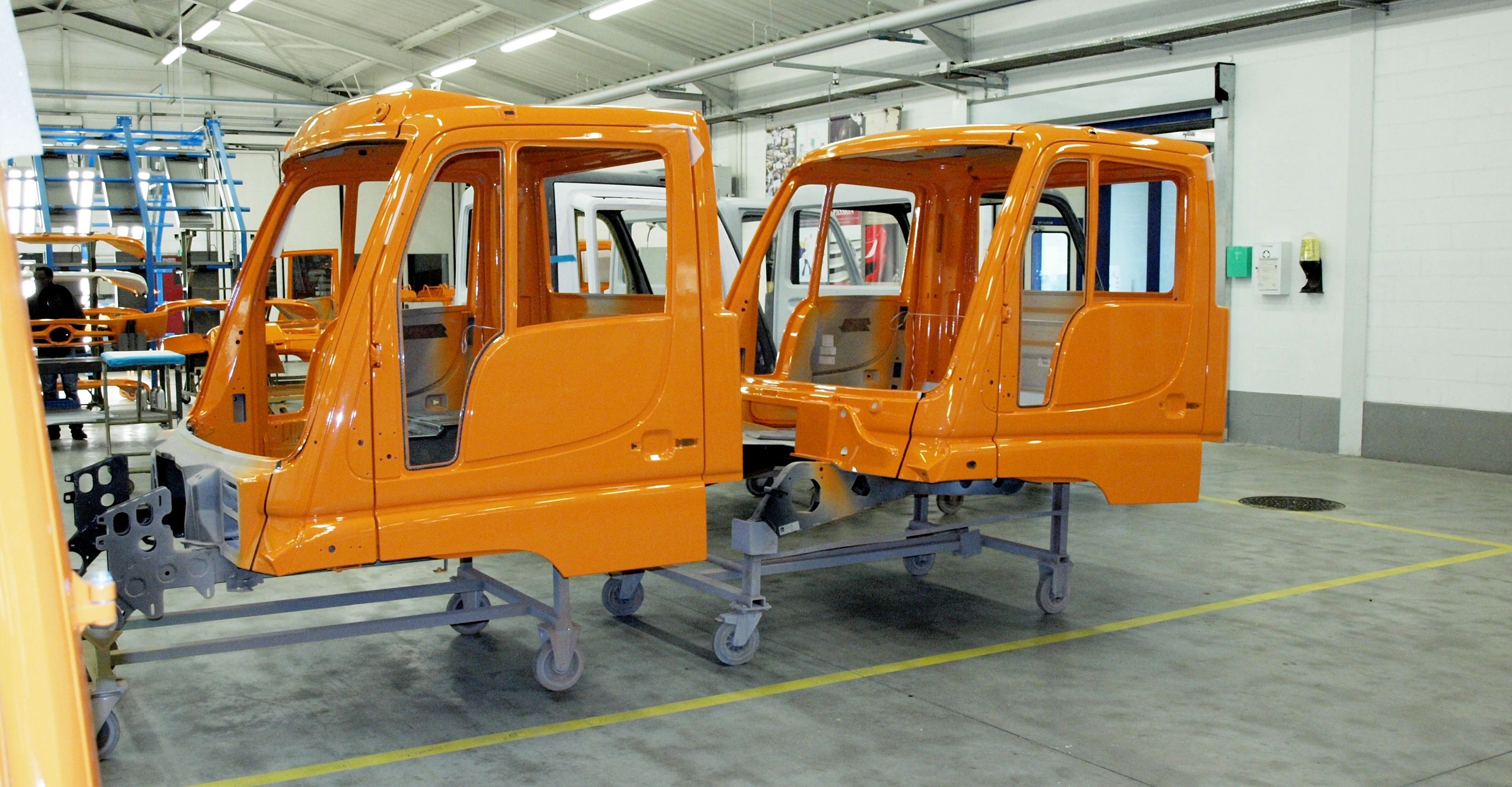
Unimog-405-Fahrerhäuser während der Produktion

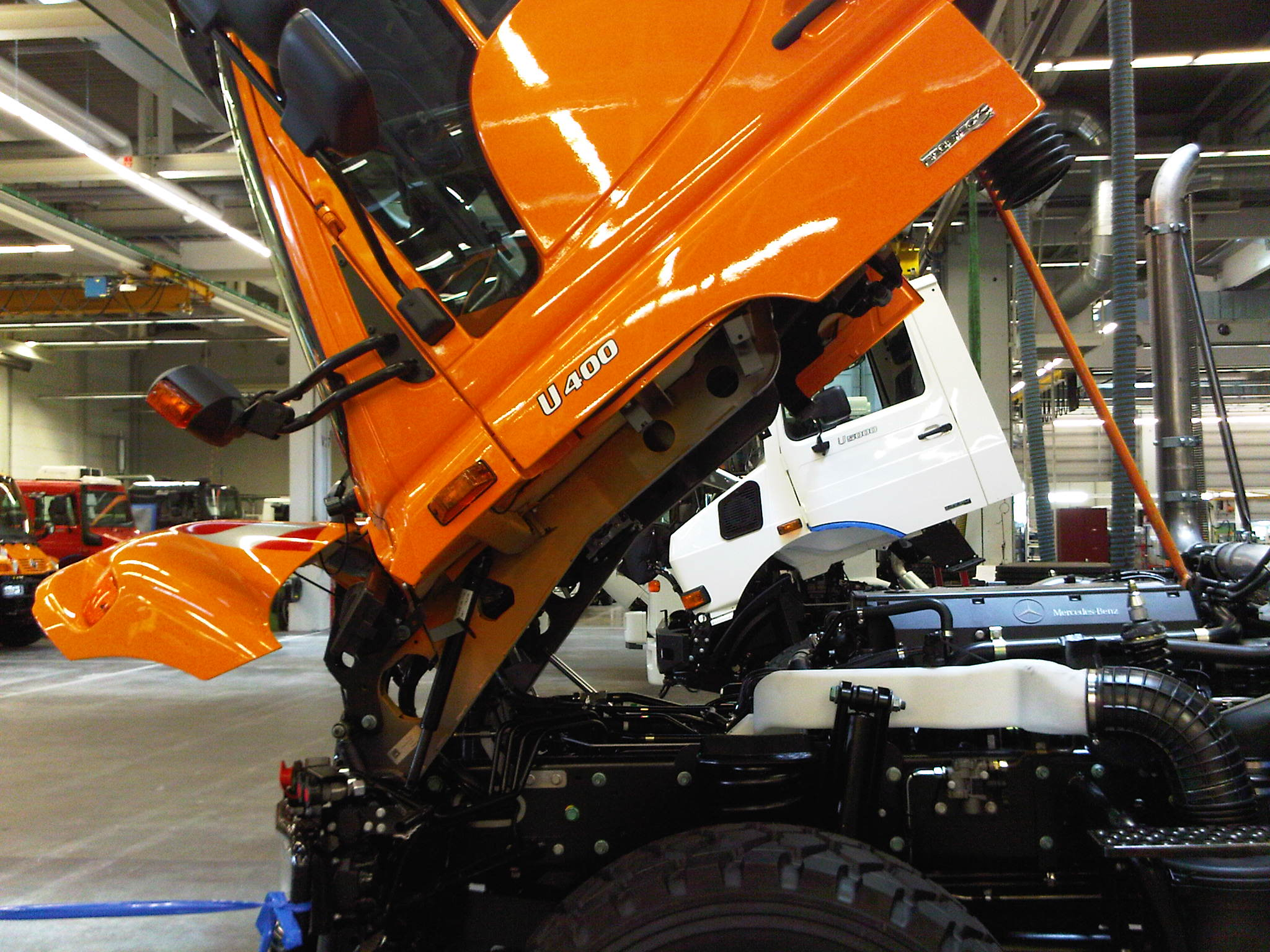
Das Fahrerhaus kann zu Wartungszwecken gekippt werden

Das Fahrerhaus wurde von Dornier Consulting, einer damaligen Tochtergesellschaft der DaimlerChrysler AG, entworfen und ist beim UGN und UGE serienmäßig montiert. Der Motor ist unter dem Fahrerhaus eingebaut. Die Frontpartie ist relativ kurz und steil; die Windschutzscheibe, die den Großteil der Frontfläche ausmacht, steht steil und ist leicht gewölbt. Der Fahrer sitzt hinter der Vorderachse. Diese Konstruktion ermöglicht sowohl eine gute Rundumsicht als auch eine gute Sicht nach vorn. Da der Frontbereich des Unimog 405 so kompakt wie möglich gehalten wurde, blieb dort kein Platz für einen Wasserkühler, der für den Betrieb des Dieselmotors erforderlich ist. Deshalb sind zwei Wasserkühler hinter den Vorderrädern in Längsrichtung eingebaut.
Der Werkstoff des Fahrerhauses ist Faserverbundkunststoff (FVK), der es leicht und steif macht sowie Karosserieformen ermöglicht, die mit Stahlblech nicht in dieser Form herstellbar sind. Die Polymere sind kohlenstoffbasiert, während die Fasern konventionelle Glasfasern sind. Insgesamt besteht das Fahrerhaus aus vierzehn Einzelteilen mit zehn verschiedenen Formen. Sie werden im Werk in Wörth zusammengeklebt. Zu Wartungszwecken kann das Fahrerhaus nach vorn gekippt werden. Auf Wunsch ist ab Werk für die Beifahrerseite eine sogenannte „Mähtür“ lieferbar, die wie ein Erker nach außen gewölbt ist, um einem Gerätebediener eine bessere Sicht auf Anbaugeräte zu geben. Die weitgehend baugleichen Fahrerhäuser von UGN und UGE unterscheiden sich in einem markanten Punkt voneinander: der Position der Scheibenwischer. Während sie beim UGN unten angeschlagen sind, sind sie beim UGE über der Windschutzscheibe angeschlagen.

#### LUG-Fahrerhaus
Das Fahrerhaus des LUG ist mit jenem des Mercedes-Benz Accelo gleich. Es ist 110 mm kürzer und weiter vorn auf dem Rahmen montiert als das konventionelle Unimog-405-Fahrerhaus von UGN und UGE. Der Frontüberhang ist 200 mm größer und der Fahrer sitzt rund 600 mm weiter vorn. Anders als das UGN-Fahrerhaus ist das LUG-Fahrerhaus aus Stahlblech hergestellt. Es wurde in Brasilien produziert und nach Wörth zur Endmontage verschifft.

### Getriebe und Antriebsstrang

#### Antriebsstrangkonzept
Der Unimog 405 hat einen Antriebsstrang mit zwei mechanischen Leistungspfaden; ein dritter, hydraulischer Leistungspfad ist ab Werk verfügbar. Die mechanischen Leistungspfade basieren auf zwei getrennten Getrieben – eines im Frontbereich des Unimog, eines in der Mitte. Der Motor ist zwischen beiden Getrieben eingebaut und gibt sein Drehmoment sowohl von der Stirnseite als auch von der Schwungradseite ab. Über das Frontgetriebe kann Drehmoment ausschließlich auf den vorderen Geräteabtrieb (Getriebezapfwelle) übertragen werden, wohingegen über das Hauptgetriebe (UG 100) in der Fahrzeugmitte Drehmoment auf einen motordrehzahlabhängigen Geräteabtrieb (Motorzapfwelle), zum Beispiel für den Antrieb einer Feuerlöschkreiselpumpe einen Hoch- oder Niederdrehzahl-Nebenabtrieb (Wegezapfwelle) und auf die Räder des Unimog übertragen werden kann. Es werden permanent beide Achsen des Unimog 405 angetrieben; der Vorderachsantrieb ist nicht abschaltbar. Mitten-, Hinterachs- und Vorderachsdifferentialgetriebe lassen sich unabhängig voneinander sperren, um verschieden große Drehmomente auf die jeweiligen Antriebsräder übertragen zu können.

#### UG-100/8-Getriebe
Mit Ausnahme der im Januar 2022 eingeführten Modelle U 435 und U 535 sind alle Modelle der Baureihe 405 mit dem Schnellgangsynchrongetriebe UG 100/8 ausgestattet. Es wird elektropneumatisch geschaltet („Telligent-Schaltung“) und hat schrägverzahnte Gangradpaare. Das UG-100-Getriebe hat in seiner Grundform vier Fahrstufen in zwei Gruppen, was insgesamt acht Fahrstufen ergibt. Durch seinen modularen Aufbau kann es mit zusätzlichen Arbeits- und Kriechgruppen kombiniert werden, sodass sich insgesamt bis zu 24 Fahrstufen ergeben können. Der elektronisch abgeregelte Geschwindigkeitsbereich in Vorwärtsfahrtrichtung beträgt beim UGN 0,1–85 km/h, wohingegen beim UGE eine geringfügig größere Höchstgeschwindigkeit von bis zu 89 km/h ab Werk angeboten wird.
Da das Getriebe keinen Rückwärtsgang hat, gibt es ein zusätzlich angeflanschtes Rückwärtsfahrgetriebe, mit dem in allen Fahrstufen rückwärts gefahren werden könnte, was allerdings aus Sicherheitsgründen nur bei Zweiwegefahrzeugen möglich ist. Bei allen anderen Fahrzeugen sind der 7. und 8. Gang beim Rückwärtsfahren elektronisch gesperrt und die Geschwindigkeit ist auf 30 km/h begrenzt; Zweiwegefahrzeuge erreichen rückwärts eine Höchstgeschwindigkeit von 61,9 km/h.

#### UG-130-Getriebe
Das Getriebe UG 130 ist das Standardgetriebe beim Unimog U 435 und Unimog U 535 und seit 2022 verfügbar. Technisch ähnelt es dem UG 100, ist aber nominell für ein höheres Eingangsdrehmoment ausgelegt.

#### Kupplung und Wandlerschaltkupplung
Das Antriebsmoment wird standardmäßig über eine selbstnachstellende, fußpedalbetätigte Einscheibentrockenkupplung auf das Getriebe übertragen. Auf Wunsch wird auch eine automatische Betätigung der Kupplung angeboten. Für den Zweiwegeeinsatz beziehungsweise das Ziehen besonders schwerer Lasten ist ab Werk eine Wandlerschaltkupplung verfügbar. Ist die Wandlerschaltkupplung eingebaut, so ist die automatische Kupplungsbetätigung serienmäßig, die Gänge müssen dennoch manuell geschaltet werden. Eine automatische Schaltung der Gänge ist ebenfalls ab Werk verfügbar.

#### Hydrostatischer Fahrantrieb
Ab Werk ist ein hydrostatischer Fahrantrieb lieferbar, dessen Antriebspumpe an das UG-100-Hauptgetriebe angeflanscht und damit unabhängig von der Motordrehzahl ist. Er wird elektronisch geregelt und ist mit einem Handhebel oder dem Fahrpedal zu bedienen. Im UGN sind damit Fahrgeschwindigkeiten von 0–25 km/h möglich; im UGE werden Fahrgeschwindigkeiten von 0–50 km/h angeboten.

#### Frontzapfwellengetriebe
Das Frontzapfwellengetriebe hat eine Untersetzung von {\displaystyle i=2{,}139}, was bei Motornenndrehzahl eine Zapfwellennormdrehzal von 1000 min−1 ergibt. Durch einen elektronischen Regeleingriff in das Motorsteuergerät kann die Drehzahl auf 540 min−1 begrenzt werden. Das Antriebsmoment wird direkt von der Stirnseite des Motors über eine Antriebswelle, eine drehelastische Kupplung, eine Mehrscheibennasskupplung und ein einstufiges Stirnradgetriebe auf das Frontzapfwellengetriebe übertragen. Die maximal zulässige Dauerleistungsabnahme über die Frontzapfwelle beträgt 150 kW.

### Motoren
Im Unimog 405 sind Vier- und Sechszylinder-Dieselmotoren aus der OM-900-Reihe in verschiedenen Ausführungen eingebaut (OM 904, OM 906, OM 934 und OM 936).

#### OM 904 und OM 906

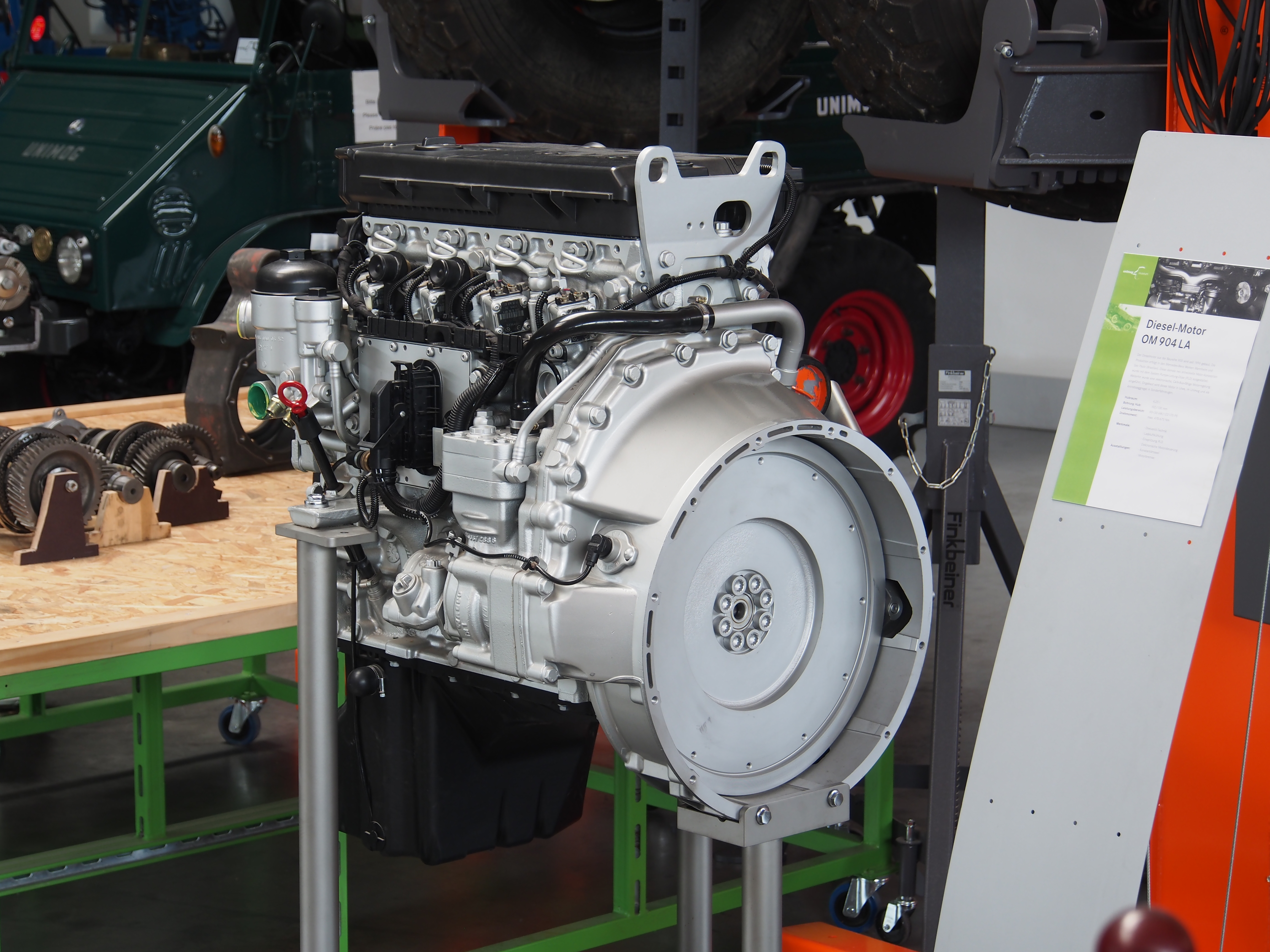
OM 904 im Unimog-Museum in Gaggenau

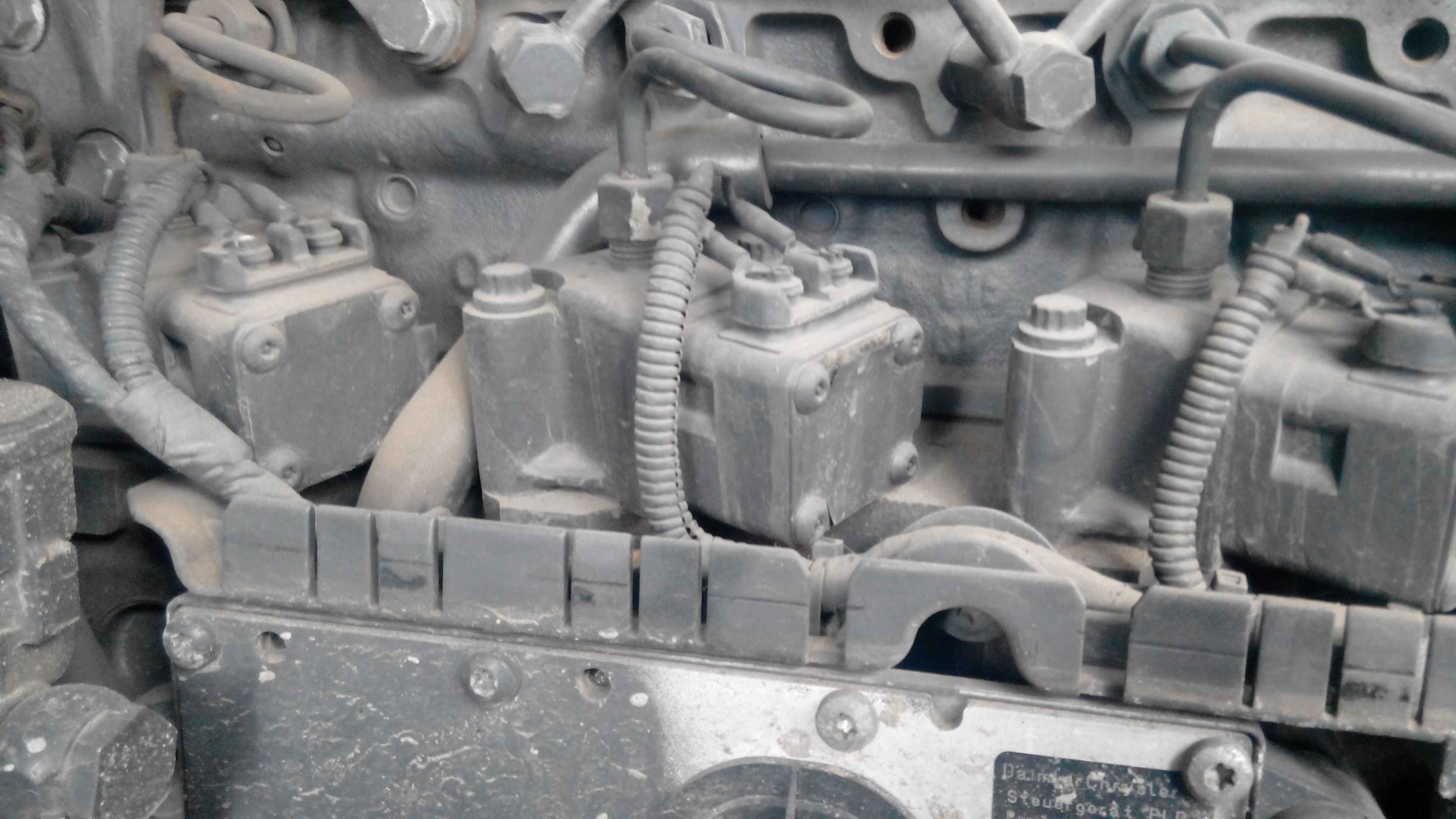
Der OM 904 und der OM 906 haben ein PLD-System: Jeder Zylinder ist mit einem separaten Einspritzmodul versehen, das mit der Einspritzdüse über eine kurze gebogene Einspritzleitung verbunden ist.

Die Baureihen OM 904 und OM 906 sind die ersten aus der OM-900-Familie und wurden 1996 eingeführt. Sie haben eine Zylinderbohrung von 102 mm und einen Kolbenhub von 130 mm, was beim OM-904-Vierzylinder-Dieselmotor 4249 cm³ und beim OM-906-Sechszylinder-Dieselmotor 6374 cm³ Hubraum ergibt. Es sind flüssigkeitsgekühlte Reihenmotoren mit Grauguss-Gegenstromzylinderkopf, die wichtigsten konstruktiven Merkmale beider Motoren sind gleich. Je Zylinder sind drei hängende Ventile eingebaut, je zwei Einlassventile und ein Auslassventil. Sie werden über Stößel, Stoßstangen und Kipphebel von einer untenliegenden Nockenwelle betätigt (OHV-Ventilsteuerung). Zusätzlich gibt es ein Dekompressionsventil und ein Auspuffklappenventil für die Motorbremse.
Der OM 904/906 hat Direkteinspritzung mit elektronisch geregelten Pumpe-Leitung-Düse-Elementen (PLD). Dabei ist keine konventionelle Einspritzpumpe eingebaut, sondern ähnlich wie beim Pumpe-Düse-System ein PLD-Element, das mit einer kurzen Hochdruckleitung mit der Einspritzdüse verbunden ist. Der Einspritzdruck wird im PLD-Element über einen nockenwellenbetätigten Kolben erzeugt. Während der Zeit, in der Einspritzdruck im PLD-Element aufgebaut ist, kann das Motorsteuergerät das elektronische Magnetventil des Injektors ansteuern, um so die Kraftstoffeinspritzung zu regeln. Pro Arbeitstakt sind mehrere Einspritzungen möglich. Der höchste Einspritzdruck beträgt 160 MPa.
Um den thermodynamischen Wirkungsgrad des Motors zu verbessern, ist er mit Abgasturboaufladung und einer Luft-Luft-Rückkühlung ausgestattet. Die Abgasturbine des Turboladers ist für ein besseres Ansprechverhalten verhältnismäßig klein im Durchmesser. Sie ist für einen festen Drehzahlbereich ausgelegt und hat keine verstellbaren Leitschaufeln. Den Ladedruck regelt ein Wastegate. Bei einer Motordrehzahl von 1300 min−1 wird der größte Mitteldruck von 2,17 MPa erreicht; der größte zulässige Ladedruck beträgt 285 kPa.
Der geringste Kraftstoffverbrauch ({\displaystyle b_{e}}) beim OM 906 ist mit 188 g/(kW·h) bei einer Drehzahl von 1450 min−1 und einem Arbeitsdruck von 1,6 MPa angegeben. Bei seiner Markteinführung waren im Unimog 405 zunächst nur die Ausführungen des OM 904 mit 110 kW und 130 kW Leistung sowie die Ausführungen des OM 906 mit 170 kW und 205 kW Leistung verfügbar. Alle erfüllen die Abgasnorm Euro III. Mit der Einführung der Abgasnorm Euro IV wurde die Motorleistung aller Varianten mit Ausnahme der 130-kW-Version um 5 kW angehoben; bei Einführung der Abgasnorm Euro V änderten sich die Leistungswerte der Motoren nicht. Für die Reduktion von Stickoxiden aus dem Abgas sind die Euro-IV- und Euro-V-Versionen mit einem SCR-Katalysator ausgestattet. Eine Ausnahme bildet der im Freightliner Unimog eingesetzte OM 906, der den Anforderungen an die Abgasnorm EPA4 genügt und daher mit 194 kW rund 11 kW weniger Leistung als sein deutsches Pendant hat. Der Unimog 405 wurde in den USA mit der Einführung der EPA7-Abgasnorm 2007 vom Markt genommen. Der OM 904 und der OM 906 sind dieselprinzipbedingt Vielstoffmotoren, die ab Werk für den Betrieb mit RME freigegeben sind.

### OM 934 und OM 936
Die Daimler AG führte 2013 den OM 934 und den OM 936 als Nachfolger von OM 904 und OM 906 ein. Die beiden neuen Motoren erfüllen die Abgasnorm Euro VI. Angeboten werden die Leistungsstufen 115 kW, 130 kW und 170 kW (OM 934) sowie 200 kW, 220 kW und 260 kW (OM 936). Die Motorbremsleistung beträgt 178 kW (OM 934) beziehungsweise 302 kW (OM 936). Wie in der Vorgängerbaureihe ist die technische Basis beider Motoren gleich.
Beide Motoren sind Reihen-Dieselmotoren mit 110 mm Zylinderbohrung und 135 mm Kolbenhub, was beim Vierzylinder 5132 cm³ und beim Sechszylinder 7698 cm³ Hubraum ergibt. Die Verdichtung beträgt {\displaystyle \epsilon =17{,}6} und die Motoren sind mit Abgasturboaufladung und Rückkühlung ausgerüstet. Anders als bei den Vorgängern wird eine elektronisch geregelte Common-Rail-Einspritzung verwendet, die bis zu fünf Einspritzungen pro Arbeitstakt ermöglicht und mit einem maximalen Einspritzdruck von bis zu 240 MPa arbeitet. Der Zylinderkopf wurde gänzlich neu entwickelt. Anders als beim OM 904/906 haben die neuen Motoren einen Querstromzylinderkopf und vier hängende Ventile, die von obenliegenden Nockenwellen betätigt werden (OHC-Ventilsteuerung). Die Ventilsteuerzeiten sind variabel, wozu die Nockenwellenverstellung aus dem Ottomotor Mercedes-Benz M 272 eingebaut wurde. Die Nockenwellenverstellung wird unter anderem in der Abgasreinigung verwendet, um die für den Katalysator nötige Abgastemperatur schneller zu erreichen. Die Abgasreinigung arbeitet mit einem Rußpartikelfilter und selektiver katalytischer Reduktion.

### Hydraulikanlage

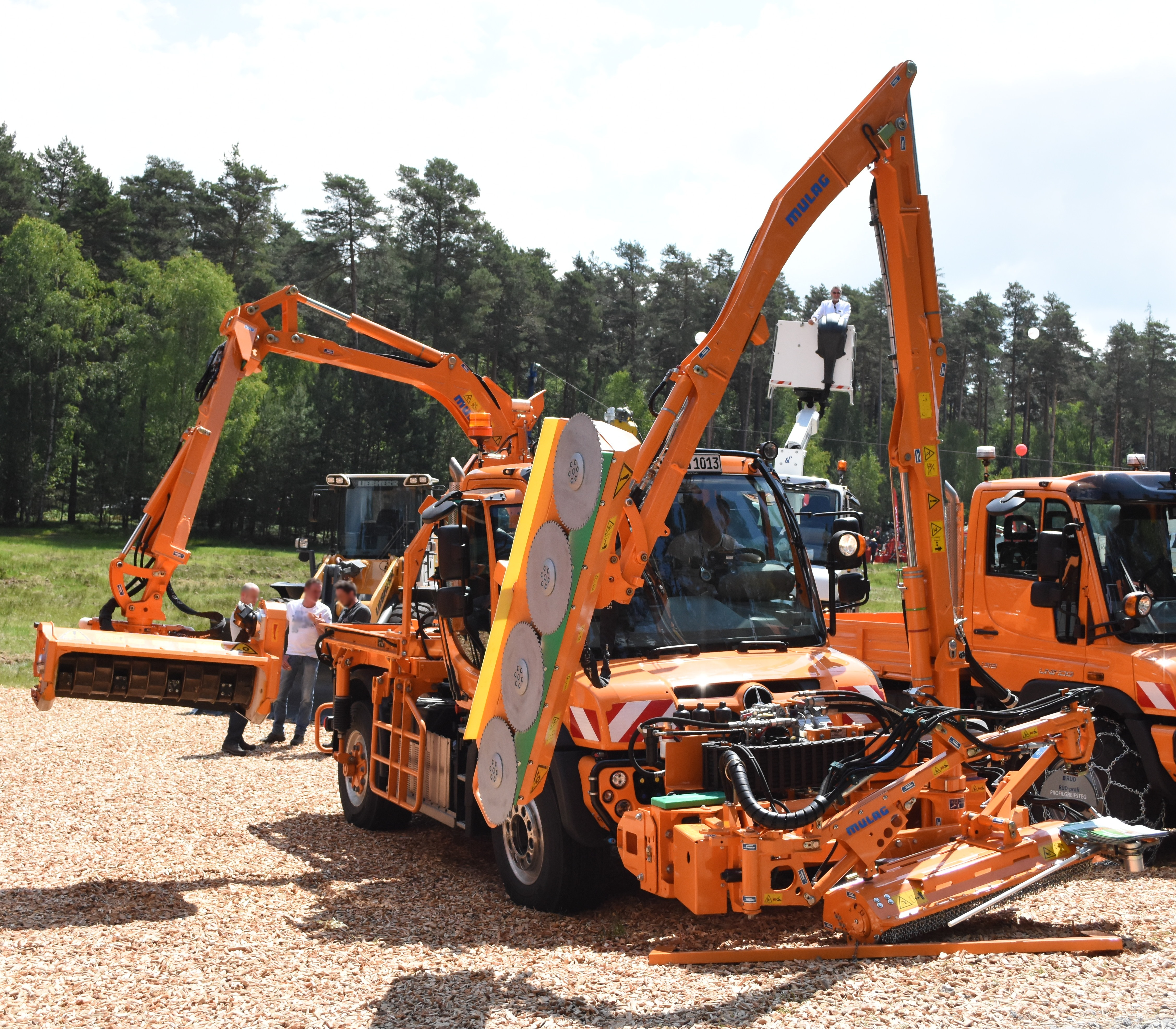
Der Unimog 405 kann mit verschiedenen hydraulisch angetriebenen Anbaugeräten ausgerüstet werden

Im Unimog 405 gibt es zwei getrennte Hydrauliksysteme, die Leistungshydraulik und die Arbeitshydraulik. Beide Systeme sind als Zweikreissysteme ausgelegt, sodass es insgesamt vier Hydraulikkreise gibt. Die Leistung, die über beide Hydrauliksysteme übertragen werden kann, beträgt 130 kW. Ungenutzte Energie im Hydrauliksystem, die nicht in mechanische Arbeit umgewandelt wird, wird über einen Ölkühler als Abwärme an die Umgebung abgegeben. Gesteuert wird das System mit einem Joystick.

#### Leistungshydraulik
Die Leistungshydraulik ist für Arbeitsgeräte ausgelegt, die kontinuierlich eine hohe Leistung im Bereich von 40 kW abrufen. Sie ist unter dem hinteren Aufbau des Unimog 405 zwischen den Längsträgern des Leiterrahmens eingebaut und kann bei Bedarf ausgebaut werden. Sie wird permanent vom Motor angetrieben und ist daher nicht von der Fahrgeschwindigkeit oder Getriebedrehzahl abhängig. Das System hat einen offenen und einen geschlossenen Hydraulikkreis. Im offenen Kreis wird eine hohe Durchflussrate erzielt, was einen großen Ölausgleichsbehälter erforderlich macht. Er eignet sich zum Beispiel für den Antrieb von Hydraulikstempeln oder Kranaufbauten. Andere Anbaugeräte können über den kompakteren geschlossenen Hydraulikkreis betrieben werden.

#### Arbeitshydraulik
Die Arbeitshydraulik wurde für den Betrieb von kleineren Geräten entwickelt. Sie kann mit verschiedenen Hydraulikpumpen und Steuerventilen – je nach Anwendungsbedarf – ausgerüstet werden. Die maximal abrufbare Leistung beträgt mit <20 kW pro Hydraulikkreis weniger als die Hälfte der Leistungshydraulik.

### Elektrische Anlage und elektronische Ausstattung
Der Unimog 405 hat ein elektrisches System mit einer Systemspannung von 24 V. Serienmäßig ist eine Dreiphasen-Drehstromlichtmaschine mit einer Nennspannung von 28 V eingebaut, die einen Strom von 80 A bereitstellen kann. Ab Werk ist auch eine leistungsfähigere Lichtmaschine mit 100 A verfügbar. Es sind zwei Bleischwefelsäureakkumulatoren mit einer Betriebsspannung von 12 V und einer Batteriekapazität von 115 A·h eingebaut, die in Reihe geschaltet sind. Um kleinere Geräte mit elektrischer Spannung zu versorgen, sind im vorderen Bereich, im Fahrerhaus, am Heck und im Batteriekasten hinter der Fahrerhaus 12- beziehungsweise 24-Volt-Steckdosen eingebaut. Alle Modelle der Baureihe 405 sind zudem mit einem digitalen CAN-Bus-System und verschiedenen elektronischen Steuergeräten für Motor, Instrumententafel, Getriebe, Nebenabtriebe und den elektronischen Tachografen versehen. Erstmals wurde mit der Baureihe 405 beim Unimog Drive-by-Wire und Shift-by-Wire angewandt.

## Technische Daten
Da der Unimog 405 gewissermaßen ein Kleinserienfahrzeug ist und auf Wunsch weitreichende Modifikationen möglich sind, werden in den folgenden Tabellen nur die technischen Daten der gängigsten Basisfahrzeuge aufgelistet. Insbesondere bei Motorisierungen und Nutzlasten kann es in der Praxis daher zu Abweichungen von diesen Daten kommen.

### UGN
| Modell                             | U 300                                                                                         | U 300                                                                                         | U 300                                                                                         | U 300                                                                                         | U 400                                                                                         | U 400                                                                                          | U 400                                                                                         | U 400                                                                                          | U 500                                                                                          | U 500                                                                                          | U 500                                                                                          | U 500                                                                                          |
| ---------------------------------- | --------------------------------------------------------------------------------------------- | --------------------------------------------------------------------------------------------- | --------------------------------------------------------------------------------------------- | --------------------------------------------------------------------------------------------- | --------------------------------------------------------------------------------------------- | ---------------------------------------------------------------------------------------------- | --------------------------------------------------------------------------------------------- | ---------------------------------------------------------------------------------------------- | ---------------------------------------------------------------------------------------------- | ---------------------------------------------------------------------------------------------- | ---------------------------------------------------------------------------------------------- | ---------------------------------------------------------------------------------------------- |
| Baumuster                          | 405.100                                                                                       | 405.100                                                                                       | 405.120                                                                                       | 405.120                                                                                       | 405.102                                                                                       | 405.102                                                                                        | 405.122                                                                                       | 405.122                                                                                        | 405.200                                                                                        | 405.200                                                                                        | 405.220                                                                                        | 405.220                                                                                        |
| Variante                           | UGN                                                                                           | UGN                                                                                           | UGN                                                                                           | UGN                                                                                           | UGN                                                                                           | UGN                                                                                            | UGN                                                                                           | UGN                                                                                            | UGN                                                                                            | UGN                                                                                            | UGN                                                                                            | UGN                                                                                            |
| Modelljahr                         | 2000                                                                                          | 2000                                                                                          | 2000                                                                                          | 2000                                                                                          | 2000                                                                                          | 2000                                                                                           | 2000                                                                                          | 2000                                                                                           | 2000                                                                                           | 2000                                                                                           | 2000                                                                                           | 2000                                                                                           |
| Radstand                           | 3080 mm                                                                                       | 3080 mm                                                                                       | 3600 mm                                                                                       | 3600 mm                                                                                       | 3080 mm                                                                                       | 3080 mm                                                                                        | 3600 mm                                                                                       | 3600 mm                                                                                        | 3350 mm                                                                                        | 3350 mm                                                                                        | 3900 mm                                                                                        | 3900 mm                                                                                        |
| Motor                              | OM 904 LA (Vierzylinderreihendieselmotor, 3V OHV, PLD-System, Turboaufladung mit Rückkühlung) | OM 904 LA (Vierzylinderreihendieselmotor, 3V OHV, PLD-System, Turboaufladung mit Rückkühlung) | OM 904 LA (Vierzylinderreihendieselmotor, 3V OHV, PLD-System, Turboaufladung mit Rückkühlung) | OM 904 LA (Vierzylinderreihendieselmotor, 3V OHV, PLD-System, Turboaufladung mit Rückkühlung) | OM 904 LA (Vierzylinderreihendieselmotor, 3V OHV, PLD-System, Turboaufladung mit Rückkühlung) | OM 906 LA (Sechszylinderreihendieselmotor, 3V OHV, PLD-System, Turboaufladung mit Rückkühlung) | OM 904 LA (Vierzylinderreihendieselmotor, 3V OHV, PLD-System, Turboaufladung mit Rückkühlung) | OM 906 LA (Sechszylinderreihendieselmotor, 3V OHV, PLD-System, Turboaufladung mit Rückkühlung) | OM 906 LA (Sechszylinderreihendieselmotor, 3V OHV, PLD-System, Turboaufladung mit Rückkühlung) | OM 906 LA (Sechszylinderreihendieselmotor, 3V OHV, PLD-System, Turboaufladung mit Rückkühlung) | OM 906 LA (Sechszylinderreihendieselmotor, 3V OHV, PLD-System, Turboaufladung mit Rückkühlung) | OM 906 LA (Sechszylinderreihendieselmotor, 3V OHV, PLD-System, Turboaufladung mit Rückkühlung) |
| Bohrung × Hub, Arbeitsvolumen      | 102 mm × 130 mm, 4249 cm³                                                                     | 102 mm × 130 mm, 4249 cm³                                                                     | 102 mm × 130 mm, 4249 cm³                                                                     | 102 mm × 130 mm, 4249 cm³                                                                     | 102 mm × 130 mm, 4249 cm³                                                                     | 102 mm × 130 mm, 6374 cm³                                                                      | 102 mm × 130 mm, 4249 cm³                                                                     | 102 mm × 130 mm, 6374 cm³                                                                      | 102 mm × 130 mm, 6374 cm³                                                                      | 102 mm × 130 mm, 6374 cm³                                                                      | 102 mm × 130 mm, 6374 cm³                                                                      | 102 mm × 130 mm, 6374 cm³                                                                      |
| Nennleistung (80/1269/EWG)         | 110 kW bei 2200/min                                                                           | 130 kW bei 2200/min                                                                           | 110 kW bei 2200/min                                                                           | 130 kW bei 2200/min                                                                           | 130 kW bei 2200/min                                                                           | 170 kW bei 2200/min                                                                            | 130 kW bei 2200/min                                                                           | 170 kW bei 2200/min                                                                            | 170 kW bei 2200/min                                                                            | 205 kW bei 2200/min                                                                            | 170 kW bei 2200/min                                                                            | 205 kW bei 2200/min                                                                            |
| Maximales Drehmoment (80/1269/EWG) | 580 N·m bei 1200–1600/min                                                                     | 675 N·m bei 1200–1600/min                                                                     | 580 N·m bei 1200–1600/min                                                                     | 675 N·m bei 1200–1600/min                                                                     | 675 N·m bei 1200–1600/min                                                                     | 810 N·m bei 1200–1600/min                                                                      | 675 N·m bei 1200–1600/min                                                                     | 810 N·m bei 1200–1600/min                                                                      | 810 N·m bei 1200–1600/min                                                                      | 1100 N·m bei 1200–1600/min                                                                     | 810 N·m bei 1200–1600/min                                                                      | 1100 N·m bei 1200–1600/min                                                                     |
| Maximal zulässige Gesamtmasse      | 7500–10.200 kg                                                                                | 7500–10.200 kg                                                                                | 7500–10.200 kg                                                                                | 7500–10.200 kg                                                                                | 11.990–12.500 kg                                                                              | 11.990–12.500 kg                                                                               | 11.990–12.500 kg                                                                              | 11.990–12.500 kg                                                                               | 15.500 kg                                                                                      | 15.500 kg                                                                                      | 15.500 kg                                                                                      | 15.500 kg                                                                                      |
| Maximal zulässige Vorderachslast   | 5100 kg                                                                                       | 5100 kg                                                                                       | 5100 kg                                                                                       | 5100 kg                                                                                       | 6700 kg                                                                                       | 6700 kg                                                                                        | 6700 kg                                                                                       | 6700 kg                                                                                        | 7500 kg                                                                                        | 7500 kg                                                                                        | 7500 kg                                                                                        | 7500 kg                                                                                        |
| Maximal zulässige Hinterachslast   | 5500 kg                                                                                       | 5500 kg                                                                                       | 5500 kg                                                                                       | 5500 kg                                                                                       | 7000 kg                                                                                       | 7000 kg                                                                                        | 7000 kg                                                                                       | 7000 kg                                                                                        | 8500 kg                                                                                        | 8500 kg                                                                                        | 8500 kg                                                                                        | 8500 kg                                                                                        |
| Höhe                               | 2830 mm                                                                                       | 2830 mm                                                                                       | 2830 mm                                                                                       | 2830 mm                                                                                       | 2860 mm                                                                                       | 2860 mm                                                                                        | 2860 mm                                                                                       | 2860 mm                                                                                        | 2940 mm                                                                                        | 2940 mm                                                                                        | 2940 mm                                                                                        | 2940 mm                                                                                        |
| Breite                             | 2150 mm                                                                                       | 2150 mm                                                                                       | 2150 mm                                                                                       | 2150 mm                                                                                       | 2200 mm                                                                                       | 2200 mm                                                                                        | 2200 mm                                                                                       | 2200 mm                                                                                        | 2300 mm                                                                                        | 2300 mm                                                                                        | 2300 mm                                                                                        | 2300 mm                                                                                        |
| Länge                              | 5100 mm                                                                                       | 5100 mm                                                                                       | 5620 mm                                                                                       | 5620 mm                                                                                       | 5100 mm                                                                                       | 5100 mm                                                                                        | 5620 mm                                                                                       | 5620 mm                                                                                        | 5380 mm                                                                                        | 5380 mm                                                                                        | 6120 mm                                                                                        | 6120 mm                                                                                        |
| Frontüberhang                      | 1150 mm                                                                                       | 1150 mm                                                                                       | 1150 mm                                                                                       | 1150 mm                                                                                       | 1150 mm                                                                                       | 1150 mm                                                                                        | 1150 mm                                                                                       | 1150 mm                                                                                        | 1150 mm                                                                                        | 1150 mm                                                                                        | 1150 mm                                                                                        | 1150 mm                                                                                        |
| Hinterer Überhang                  | 870 mm                                                                                        | 870 mm                                                                                        | 870 mm                                                                                        | 870 mm                                                                                        | 870 mm                                                                                        | 870 mm                                                                                         | 870 mm                                                                                        | 870 mm                                                                                         | 870 mm                                                                                         | 870 mm                                                                                         | 870 mm                                                                                         | 870 mm                                                                                         |

Alle technischen Daten gemäß Wischhof et al. (2000).

### LUG
| Modell                             | U 20                                                                                          | U 20                                                                                          |
| ---------------------------------- | --------------------------------------------------------------------------------------------- | --------------------------------------------------------------------------------------------- |
| Baumuster                          | 405.050                                                                                       | 405.050                                                                                       |
| Variante                           | LUG                                                                                           | LUG                                                                                           |
| Modelljahr                         | 2007                                                                                          | 2007                                                                                          |
| Radstand                           | 2700 mm                                                                                       | 2700 mm                                                                                       |
| Motor                              | OM 904 LA (Vierzylinderreihendieselmotor, 3V OHV, PLD-System, Turboaufladung mit Rückkühlung) | OM 904 LA (Vierzylinderreihendieselmotor, 3V OHV, PLD-System, Turboaufladung mit Rückkühlung) |
| Bohrung × Hub, Arbeitsvolumen      | 102 mm × 130 mm, 4249 cm³                                                                     | 102 mm × 130 mm, 4249 cm³                                                                     |
| Nennleistung (80/1269/EWG)         | 110 kW bei 2200/min                                                                           | 130 kW bei 2200/min                                                                           |
| Maximales Drehmoment (80/1269/EWG) | 580 N·m bei 1200–1600/min                                                                     | 675 N·m bei 1200–1600/min                                                                     |
| Maximal zulässige Gesamtmasse      | 7500–9300 kg                                                                                  | 7500–9300 kg                                                                                  |
| Maximal zulässige Vorderachslast   | 5100 kg                                                                                       | 5100 kg                                                                                       |
| Maximal zulässige Hinterachslast   | 5500 kg                                                                                       | 5500 kg                                                                                       |
| Höhe                               | 2720 mm                                                                                       | 2720 mm                                                                                       |
| Breite                             | 2150 mm                                                                                       | 2150 mm                                                                                       |
| Länge                              | 4970 mm                                                                                       | 4970 mm                                                                                       |
| Frontüberhang                      | 1350 mm                                                                                       | 1350 mm                                                                                       |
| Hinterer Überhang                  | 870 mm                                                                                        | 870 mm                                                                                        |

Angaben gemäß Achim Vogt

### UGE

#### Modelljahr 2013
| Modell                             | U 216 | U 218 | U 318 | U 423 | U 423 | U 427 | U 427 | U 430 | U 430 | U 527 | U 527 | U 530 | U 530 |
| ---------------------------------- | --- | --- | --- | --- | --- | --- | --- | --- | --- | --- | --- | --- | --- |
| Baumuster                          | 405.090 | 405.090 | 405.104 | 405.105 | 405.125 | 405.110 | 405.125 | 405.110 | 405.125 | 405.202 | 405.222 | 405.202 | 405.222 |
| Variante                           | UGE | UGE | UGE | UGE | UGE | UGE | UGE | UGE | UGE | UGE | UGE | UGE | UGE |
| Modelljahr                         | 2013 | 2013 | 2013 | 2013 | 2013 | 2013 | 2013 | 2013 | 2013 | 2013 | 2013 | 2013 | 2013 |
| Radstand                           | 2800 mm | 2800 mm | 3000 mm | 3000 mm | 3600 mm | 3150 mm | 3600 mm | 3150 mm | 3600 mm | 3350 mm | 3900 mm | 3350 mm | 3900 mm |
| Motor                              | OM 934 LA (Vierzylinderreihendieselmotor, 4V DOHC, Common-Rail-Direkteinspritzung, Turboaufladung mit Rückkühlung) | OM 934 LA (Vierzylinderreihendieselmotor, 4V DOHC, Common-Rail-Direkteinspritzung, Turboaufladung mit Rückkühlung) | OM 934 LA (Vierzylinderreihendieselmotor, 4V DOHC, Common-Rail-Direkteinspritzung, Turboaufladung mit Rückkühlung) | OM 934 LA (Vierzylinderreihendieselmotor, 4V DOHC, Common-Rail-Direkteinspritzung, Turboaufladung mit Rückkühlung) | OM 934 LA (Vierzylinderreihendieselmotor, 4V DOHC, Common-Rail-Direkteinspritzung, Turboaufladung mit Rückkühlung) | OM 936 LA (Sechszylinderreihendieselmotor, 4V DOHC, Common-Rail-Direkteinspritzung, Turboaufladung mit Rückkühlung) | OM 936 LA (Sechszylinderreihendieselmotor, 4V DOHC, Common-Rail-Direkteinspritzung, Turboaufladung mit Rückkühlung) | OM 936 LA (Sechszylinderreihendieselmotor, 4V DOHC, Common-Rail-Direkteinspritzung, Turboaufladung mit Rückkühlung) | OM 936 LA (Sechszylinderreihendieselmotor, 4V DOHC, Common-Rail-Direkteinspritzung, Turboaufladung mit Rückkühlung) | OM 936 LA (Sechszylinderreihendieselmotor, 4V DOHC, Common-Rail-Direkteinspritzung, Turboaufladung mit Rückkühlung) | OM 936 LA (Sechszylinderreihendieselmotor, 4V DOHC, Common-Rail-Direkteinspritzung, Turboaufladung mit Rückkühlung) | OM 936 LA (Sechszylinderreihendieselmotor, 4V DOHC, Common-Rail-Direkteinspritzung, Turboaufladung mit Rückkühlung) | OM 936 LA (Sechszylinderreihendieselmotor, 4V DOHC, Common-Rail-Direkteinspritzung, Turboaufladung mit Rückkühlung) |
| Motorbaumuster                     | 934.971 | 934.971 | 934.971 | 934.972 | 934.972 | 936.971 | 936.971 | 936.971 | 936.971 | 936.971 | 936.971 | 936.972 | 936.972 |
| Bohrung × Hub, Arbeitsvolumen      | 110 mm × 135 mm, 5132 cm³                                                                                          | 110 mm × 135 mm, 5132 cm³                                                                                          | 110 mm × 135 mm, 5132 cm³                                                                                          | 110 mm × 135 mm, 5132 cm³                                                                                          | 110 mm × 135 mm, 5132 cm³                                                                                          | 110 mm × 135 mm, 7698 cm³                                                                                           | 110 mm × 135 mm, 7698 cm³                                                                                           | 110 mm × 135 mm, 7698 cm³                                                                                           | 110 mm × 135 mm, 7698 cm³                                                                                           | 110 mm × 135 mm, 7698 cm³                                                                                           | 110 mm × 135 mm, 7698 cm³                                                                                           | 110 mm × 135 mm, 7698 cm³                                                                                           | 110 mm × 135 mm, 7698 cm³                                                                                           |
| Nennleistung (80/1269/EWG)         | 115 kW bei 2200/min                                                                                                | 130 kW bei 2200/min                                                                                                | 130 kW bei 2200/min                                                                                                | 170 kW bei 2200/min                                                                                                | 170 kW bei 2200/min                                                                                                | 200 kW bei 2200/min                                                                                                 | 200 kW bei 2200/min                                                                                                 | 220 kW bei 2200/min                                                                                                 | 220 kW bei 2200/min                                                                                                 | 200 kW bei 2200/min                                                                                                 | 200 kW bei 2200/min                                                                                                 | 220 kW bei 2200/min                                                                                                 | 220 kW bei 2200/min                                                                                                 |
| Maximales Drehmoment (80/1269/EWG) | 650 N·m bei 1200–1600/min                                                                                          | 750 N·m bei 1200–1600/min                                                                                          | 750 N·m bei 1200–1600/min                                                                                          | 900 N·m bei 1200–1600/min                                                                                          | 900 N·m bei 1200–1600/min                                                                                          | 1100 N·m bei 1200–1600/min                                                                                          | 1100 N·m bei 1200–1600/min                                                                                          | 1200 N·m bei 1200–1600/min                                                                                          | 1200 N·m bei 1200–1600/min                                                                                          | 1100 N·m bei 1200–1600/min                                                                                          | 1100 N·m bei 1200–1600/min                                                                                          | 1200 N·m bei 1200–1600/min                                                                                          | 1200 N·m bei 1200–1600/min                                                                                          |
| Maximal zulässige Gesamtmasse      | 10.000 kg | 10.000 kg | 11.000 kg | 13.800 kg | 14.000 kg | 14.000 kg | 14.000 kg | 14.000 kg | 14.000 kg | 16.500 kg | 16.500 kg | 16.500 kg | 16.500 kg |
| Maximal zulässige Vorderachslast   | 5200 kg | 5200 kg | 5500 kg | 6900 kg | 7000 kg | 7000 kg | 7000 kg | 7000 kg | 7000 kg | 7500 kg | 7500 kg | 7500 kg | 7500 kg |
| Maximal zulässige Hinterachslast   | 5500 kg | 5500 kg | 6000 kg | 7800 kg | 8000 kg | 8000 kg | 8000 kg | 8000 kg | 8000 kg | 9500 kg | 9500 kg | 9500 kg | 9500 kg |
| Höhe                               | 2855 mm | 2855 mm | 2845 mm | 2900 mm | 2900 mm | 2900 mm | 2900 mm | 2900 mm | 2900 mm | 2900 mm | 2900 mm | 2900 mm | 2900 mm |
| Breite                             | 2200 mm | 2200 mm | 2200 mm | 2200 mm | 2200 mm | 2200 mm | 2200 mm | 2200 mm | 2200 mm | 2300 mm | 2300 mm | 2300 mm | 2300 mm |
| Länge                              | 4980 mm | 4980 mm | 5155 mm | 5150 mm | 5755 mm | 5300 mm | 5755 mm | 5300 mm | 5755 mm | 5440 mm | 6215 mm | 5440 mm | 6215 mm |
| Hinterer Überhang                  | 860 mm | 840 mm | 840 mm | 840 mm | 840 mm | 840 mm | 840 mm | 840 mm | 840 mm | 840 mm | 840 mm | 840 mm | 1000 mm |

Technische Daten gemäß Andreescu et al.; alle anderen Daten gemäß Daimler AG

#### Modelljahr 2022
| Modell                             | U 535 |
| ---------------------------------- | --- |
| Baumuster                          | 405.222 |
| Variante                           | UGE |
| Modelljahr                         | 2022 |
| Radstand                           | 3900 mm |
| Motor                              | OM 936 LA (Sechszylinderreihendieselmotor, 4V DOHC, Common-Rail-Direkteinspritzung, Turboaufladung mit Rückkühlung) |
| Motorbaumuster                     | 936.976 |
| Bohrung × Hub, Arbeitsvolumen      | 110 mm × 135 mm, 7698 cm³                                                                                           |
| Nennleistung (80/1269/EWG)         | 260 kW bei 2200/min                                                                                                 |
| Maximales Drehmoment (80/1269/EWG) | 1380 N·m bei 1200–1600/min                                                                                          |
| Maximal zulässige Gesamtmasse      | 16.500 kg |
| Maximal zulässige Vorderachslast   | 7500 kg |
| Maximal zulässige Hinterachslast   | 9500 kg |
| Höhe                               | 2970 mm |
| Breite                             | 2300 mm |
| Länge                              | 6200 mm |